# Tour de la Chaîne

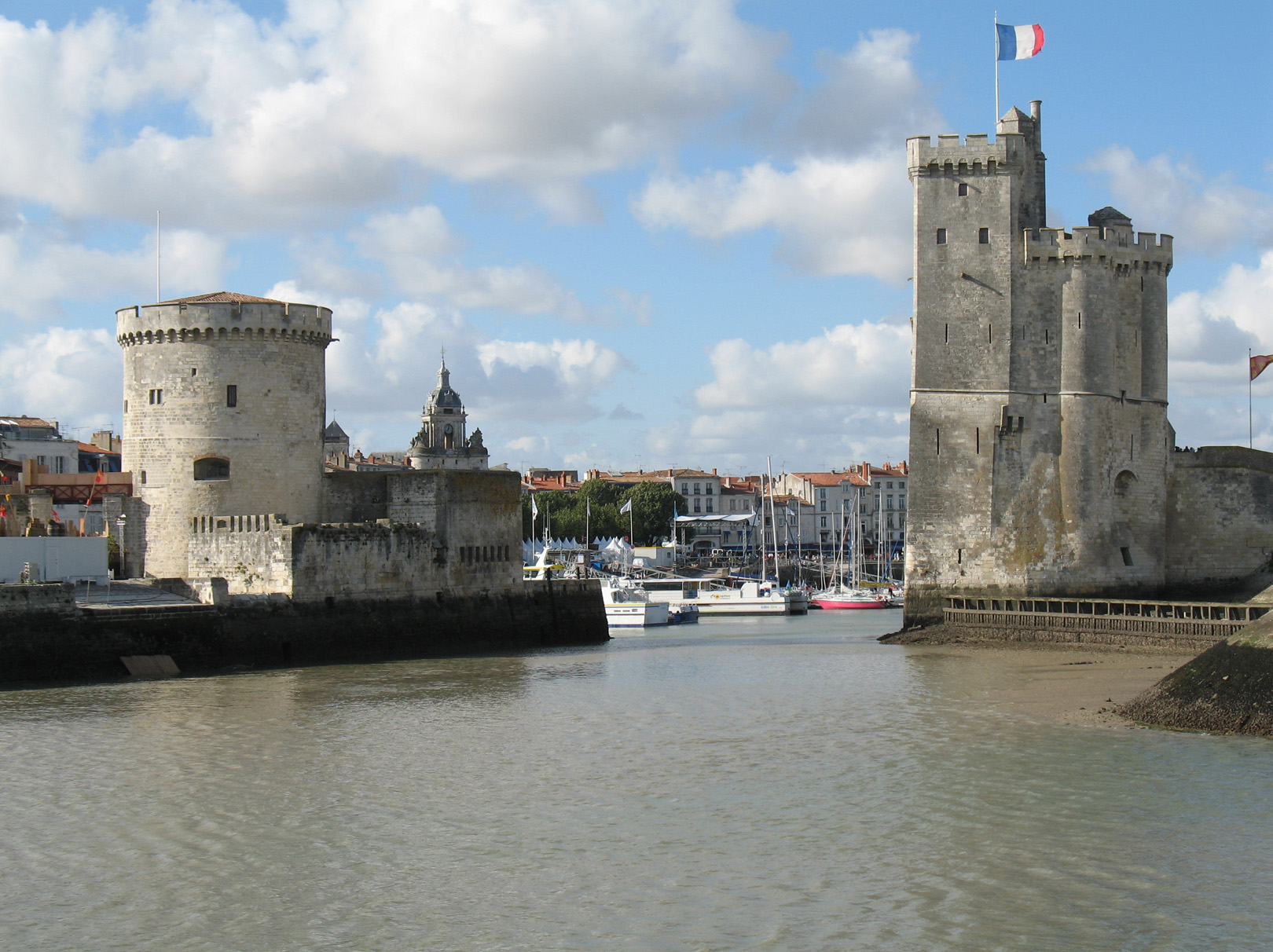
La tour de la Chaîne et la tour Saint-Nicolas.

La tour de la Chaîne est, avec la tour Saint-Nicolas et la tour de la Lanterne, l'une des trois tours du front de mer de La Rochelle, et l'une des deux tours emblématiques du Vieux-Port, dont elle constitue la majestueuse porte d'entrée.
C'est de cette tour qu'était manœuvrée la chaîne, fixée dans la tour Saint-Nicolas sur l'autre rive, de manière à interdire l'accès au port. Elle a été classée monument historique le 17 février 1879.

## Histoire

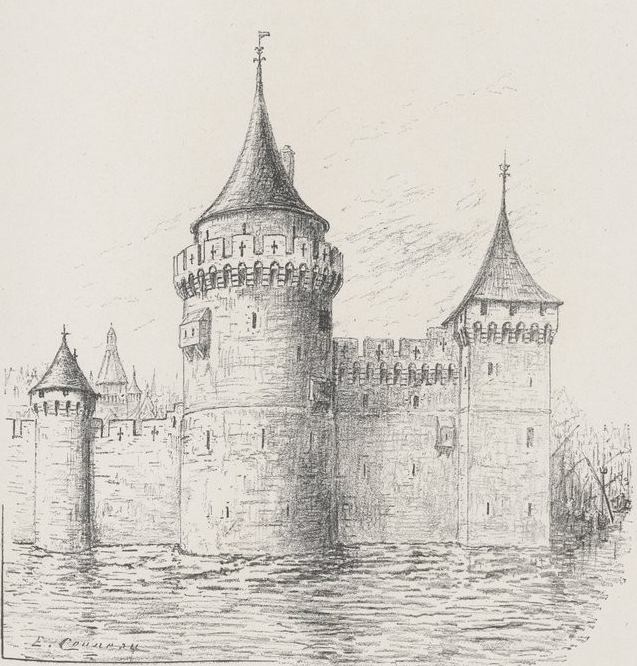
La Grosse et la Petite tour de la Chaîne, selon Émile Couneau dans La Rochelle disparue, 1904

Il existait en fait à cet endroit deux tours de la Chaîne : 
- une Petite tour de la Chaîne qui abritait le cabestan servant à tendre la chaîne ;
- une Grosse tour de la Chaîne destinée à loger le capitaine de la tour, sa famille et la garnison ;

les deux tours étant reliées entre elles par une galerie à deux niveaux.

### Construction
La date de construction précise est inconnue. D'après Claude Masse, la Grosse tour fut construite entre 1378 et 1380. D'après d'autres documents, la construction se situerait entre 1382 et 1390. La Petite tour aurait été bâtie à une époque antérieure.

### DuXVesiècleau Grand siège
Un capitaine y réside jusqu'en 1472. Après l’élection du maire, les cent membres du corps de ville procédaient à l’élection des candidats, parmi lesquels le maire choisissait notamment les capitaines ou gardes des tours de Saint-Nicolas, de la Chaîne et de la Lanterne. Le capitaine est nommé par le maire, tous les ans. Ce poste était jugé d'une telle importance que le titulaire prêtait serment de fidélité dans les mains du maire. Il était tenu d'y résider avec sa famille, sans découcher la nuit, afin d'exercer une active vigilance, en cas de surprise de l’ennemi. Il prélève les taxes dues par les bateaux utilisant le port et contrôle la chaîne qui permet d'en fermer l'entrée selon les directives du maire.

Lors de la visite du Roi Louis XI, le 25 mai 1472, il visite la ville et monta dans la tour de la Chaîne. Contemplant la richesse de la ville, il grava, avec le diamant qu'il avait au doigt, sur la vitre d'une des fenêtres de la galerie, qui joignait les deux tours de la Chaîne les mots rapportés par tous les historiens : 
«  Oh! la grande folie! »
 Il faisait allusion à la faute qu'il avait commise en abandonnant à son frère le duc de Guyenne, le pays d'Aunis et de Saintonge, et en particulier La Rochelle, qu'il considérait comme un port de première utilité pour la prospérité commerciale de son royaume. Le jour même, le Roi reçut la nouvelle que son frère était trépassé la veille à Bordeaux.
À partir de 1472, la tour devient la résidence du gouverneur de la ville.
La tour, comme les autres, a servi de prison comme le montre l'affaire de la Brodière, commandant de troupe, qui fut enfermé sous la pression des bourgeois en 1554, à la suite de l’assassinat de trois jeunes issus d’anciennes familles du corps de ville et des Maires.
Après la Paix de Longjumeau, les Rochelais consentirent à recevoir leur gouverneur, le Baron de Jarnac, qui arriva le 19 mai 1568. Malgré tout, les Rochelais n'étaient pas enclins à accéder à ses demandes pour l’élection d'un Maire plus conciliant, ni pour celle du Roi, de conserver dans ces fonctions Yves du Lyon, Seigneur du Grand-Fief dans son rôle de capitaine de la Tour de la Chaîne. On répondit que les statuts de la commune exigeaient que tous les capitaines des tours fussent changés chaque année, et un autre fut mis à la place du protégé royal.
À la fin des années 1560, La Rochelle s’affirme comme une capitale politique et militaire des protestants de l’Europe du Nord-Ouest. Outre son rôle dans la défense de la cité, la tour de la Chaîne est alors utilisée pour entreposer la part du butin qui revient à la cause huguenote, rapportée par les corsaires qui saisissent les navires espagnols et plus largement « papistes ». La tour sert aussi de réserve d’armes et de munitions.
Le 27 mai 1569, meurt François de Coligny, seigneur d'Andelot, colonel de l'infanterie française, frère de l'amiral et l'un des plus beaux caractères du parti réformé, dont il fut longtemps la tête la plus intelligente et le bras le plus héroïque. Peu de jours après, son corps, après avoir été embaumé, fut transporté à La Rochelle, au milieu de l'affliction générale. La reine de Navarre voulut suivre le convoi, et accompagna les restes de celui dont elle comprenait la perte immense, jusqu'à la tour de la Chaîne, où ils restèrent jusqu'en 1579, époque à laquelle son fils ainé, le comte de Laval, les fit transporter à la Roche-Bernard.
Le 10 avril 1573, lors du siège de la ville, la tour et la muraille furent prises d'assaut.
Elle conserve ces fonctions pendant le siège de 1628.

Le 15 janvier 1629, le Parlement procède à l'enregistrement de la déclaration royale à la suite de la reddition de la Rochelle au roi Louis XIII. 
« ... Que tous ses biens et revenus étaient réunis au domaine royal et que les murailles, remparts et fortifications de la ville seraient rasés et ses fossés comblés, de telle façon que la charrue pût passer sur leur emplacement, à l'exception toutefois des tours de Saint-Nicolas, de la Chaîne et de la Lanterne, et de la portion du mur d'enceinte qui faisait face à la mer...  »
La tour de la Chaîne échappe aux démolitions de l'enceinte dite Protestante pour protéger la ville contre une descente anglaise.

### La Fronde
La Rochelle est revenue sur la scène nationale et a participé malgré elle à La Fronde. Le Comte du Daugnon, gouverneur général du pays d'Aunis ayant pris parti pour le Prince de Condé contre le Roi. Le comte s'était constitué une petite armée grâce aux taxes sur le sel, et rançonnait fermiers et marchands.
La ville est dépourvue de fortification depuis le grand siège, à l’exception du front de mer. Le comte décide de faire des tours son réduit de sûreté. Pour cela, il fait raser deux maisons contiguës à la tour et l'entoure d'une épaisse muraille, assez haute pour communiquer avec le mur d'enceinte, et à l'intérieur de laquelle il fait élever un rempart en terre.
Le 15 novembre 1651, à l’arrivée des troupes du roi Louis XIV menées par Henri de Lorraine, Comte d’Harcourt, le Comte du Daugnon s’enfuit rejoindre le prince de Condé à Bordeaux, en laissant son lieutenant, de Besse, à la tête de quelques soldats réfugiés dans les tours. Pour les déloger, le marquis d'Estissac, lieutenant-général des armées du roi au pays d'Aunis, fait miner les tours et ouvre le feu au canon. Pour cela, il fait installer trois batteries sur le port.

Après s'être rendu maître de la tour de la Lanterne, d'Estissac avait songé à s'emparer de celle de la Chaîne. 
« Nonobstant les grands feux d'artifice, les canonnades et mousqueteries des soldats des tours (De l'entrée du port), les troupes royales s'étoient emparées d'une maison joignant l'escalier de la muraille de la Chaisne. Dans la nuit du 19 au 20, les soldats des gardes et quelques habitants avec eux, malgré une grèle de mousquetades et de pierres qu'on leur tiroit au travers des machicoulis et des canonnières, vont à la barrière qui estoit à l'entrée de ceste tour sur la muraille, la rompent, enfoncent la première porte de la galerie, gaignent le premier pont, l'abattent et estant attachés au second, et le mineur s'estant fait ouïr au pied de la tour, où déjà il avoit advancé sont travail, les ennemis, saisis de frayeur, abandonnèrent ceste tour pour aller en l'autre et, en la quittant, ils mirent le feu aux poudres et aux artifices qui estoient dedans, tellement qu'en une matinée, la fureur des rebelles détruisit un pompeux édifice, pour qui l'insolence des temps avoit eu du respect (Mercure Rochelais) »
L'édifice s'effondre, le 19 novembre 1651, sous une formidable explosion. L'explosion détruisit sa toiture, les mâchicoulis et le chemin de ronde. Elle restera près de 300 ans à ciel ouvert. Les assiégés, sains et saufs, se sont réfugiés dans la tour Saint-Nicolas.
Bien que partiellement ruinée, La tour de la Chaine est intégrée dans la nouvelle enceinte de 1689 dit de Ferry (Du nom de l’ingénieur ayant la charge de la construire).

### DuXVIIIesiècleauXXesiècle

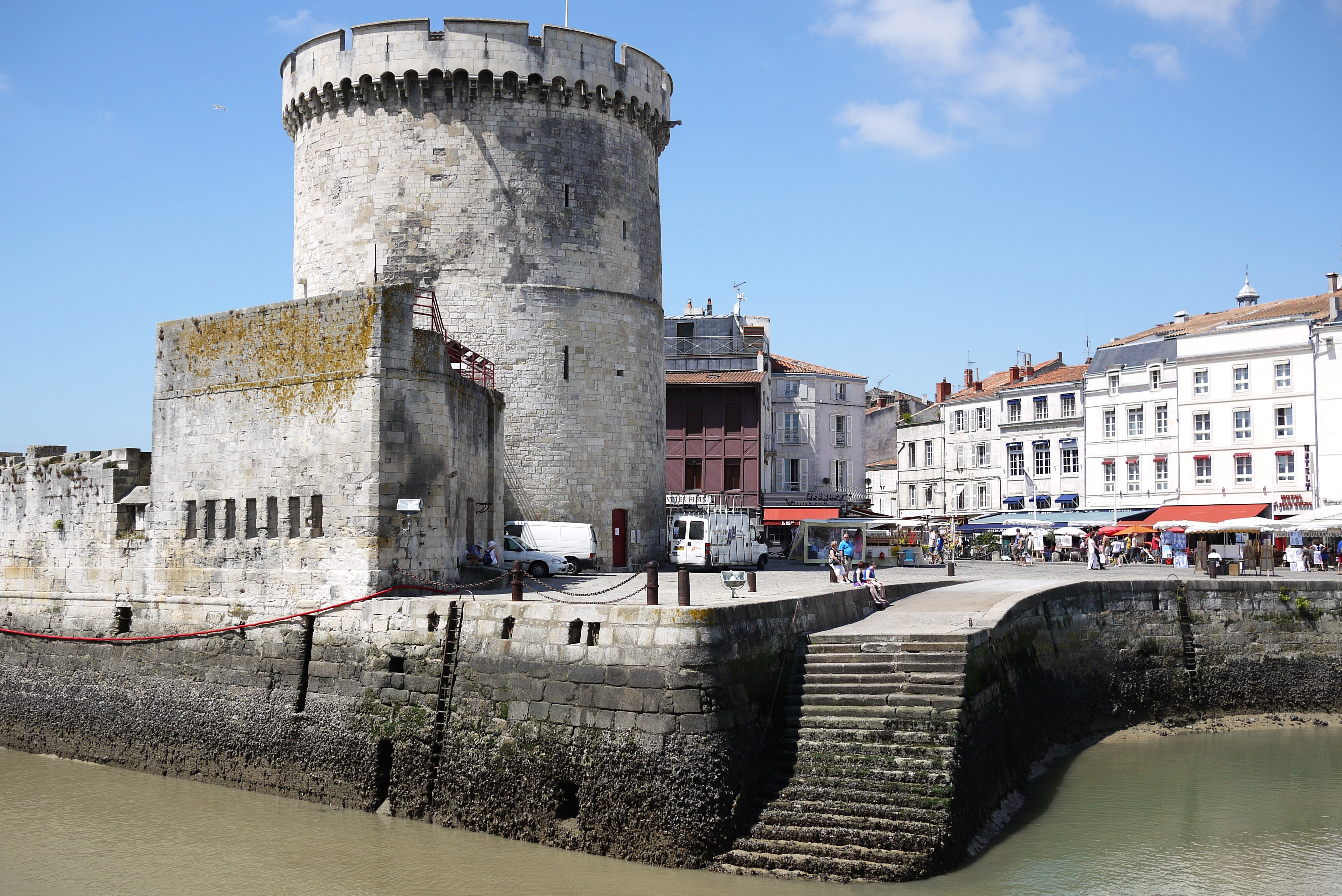
Au premier plan à gauche, vue de la Casemate qui remplace l'ancienne petite tour de la chaîne. Sur sa partie basse, on peut observer le passage de la chaîne pour sa manœuvre.

Le 20 septembre 1757, lors d'une descente d'une flotte anglaise sur l'Île d'Aix, les Rochelais paniqués redoublèrent leurs efforts pour achever les fortifications de la ville. Les négociants demandèrent l'établissement de batteries sur les murs. L'une se situait au pied de la tour de la Chaîne. Elle fut opérationnelle en moins de deux jours. Elle fut en partie réalisé grâce à l'aide des enfants de la ville si bien que la batterie fut communément appelée la batterie des enfants.
Dans la 2e moitié du XVIIIe siècle, on perce la muraille qui relie la tour de la Chaîne à la tour de la Lanterne permettant une communication entre le port et l'espace qui deviendra l'emplacement des chantiers navals. La porte créée est nommée la porte des Dames.
En 1811, on construisit le bastion bas, protégeant la tour de la Chaîne et l'entrée du port.
En 1824, la petite tour de la Chaîne fut détruite pour élargir l'entrée du port qui est maintenant de 25 m 40. On en profite pour réaménager le bastion bas qui est doté d'un fossé et on reconstruit le pont de la porte des Dames. Le corps de logis reliant les deux tours de la Chaîne est également transformé en terrasse remparée avec casemate. Seule est conservée une partie de la galerie abritant le mécanisme (le cabestan) de lever de la chaîne permettant de barrer l'entrée du port. La galerie et le cabestan existent encore de nos jours.

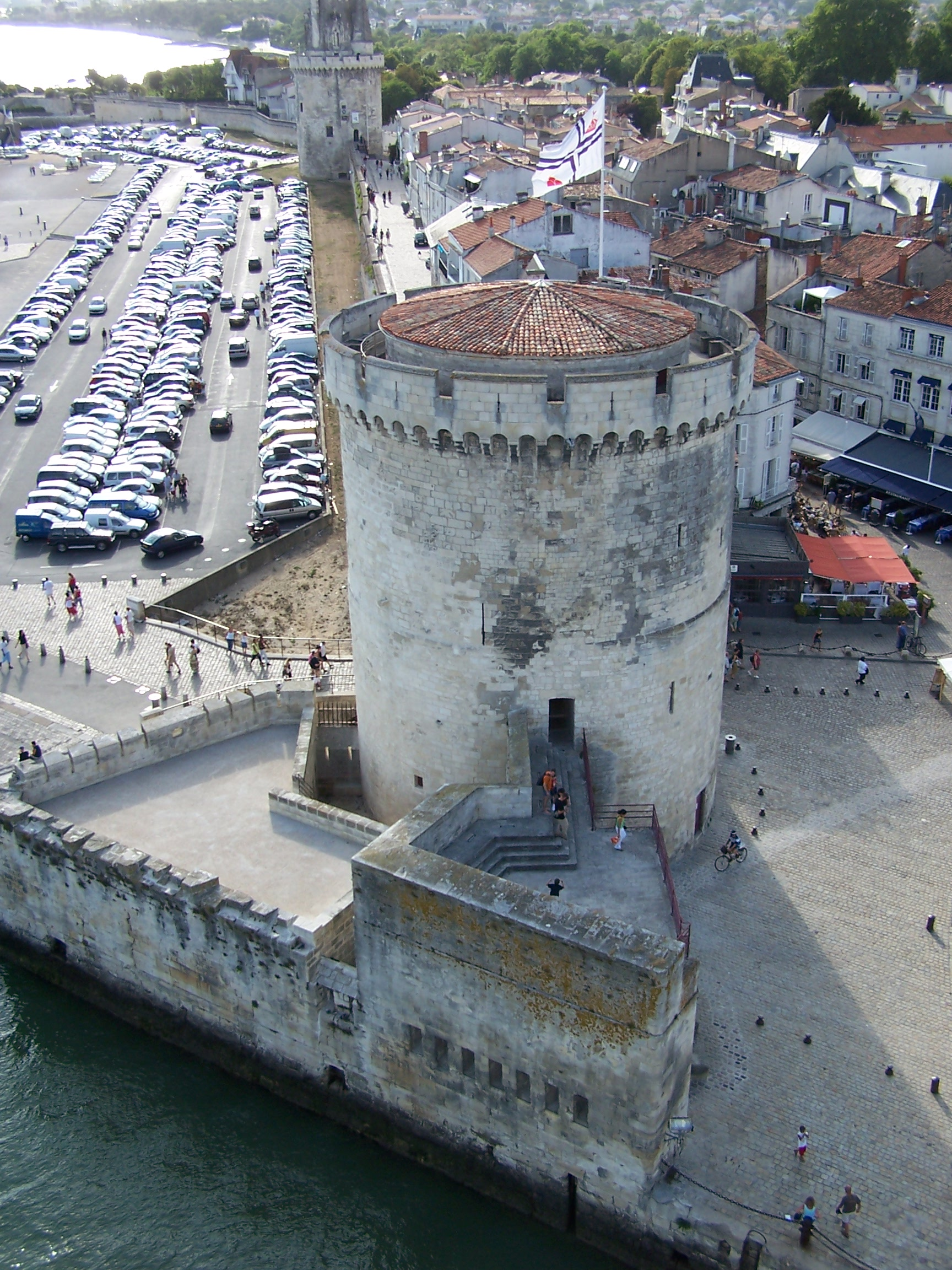
À gauche le bastion, au premier plan le corps de logis transformé en terrasse remparée avec casemate. On peut voir la restitution du toit en tuile faite au XIXe siècle. Vue depuis la partie haute de tour Saint-Nicolas, là où aurait dû démarrer l'arche qui aurait rejoint la petite tour de la chaîne, dont l'emprise se situait dans le prolongement de la casemate.

La tour est classée monument historique le 17 février 1879.
En 1909, l’architecte Albert Ballu entreprend les premières restaurations. Dans un premier temps, on restaure les parties supérieures (couronnement en mâchicoulis). Fortement contestés, ces travaux sont interrompus en 1915. Ils ne reprendront qu’après la Seconde Guerre mondiale et se poursuivront jusqu’à ce que la tour reçoive sa couverture en béton imaginée par l’architecte Georges Jouven, en 1952.
Restée vide durant plusieurs années, la tour accueille un café qui occupe alors le deuxième niveau et le bastion haut (La terrasse). L'entrée se faisait alors au niveau du mur d'enceinte. Le premier niveau accueille, lui, une maquette de la ville d'autrefois, l'accès à la salle se faisait depuis le port.
Contrairement aux deux autres tours du port, la tour de la Chaîne n'a trouvé sa vocation de musée que très tardivement. Dans ce but, on entreprit, en 1998, la restitution du troisième niveau de la tour. L'espace permet d’accueillir une exposition sur le passé huguenot de la ville. L'exposition « La Rochelle, Capitale Atlantique, Capitale Huguenote » est inaugurée dans le cadre des manifestations du 400e anniversaire de la publication de l’édit de Nantes par Henri IV.

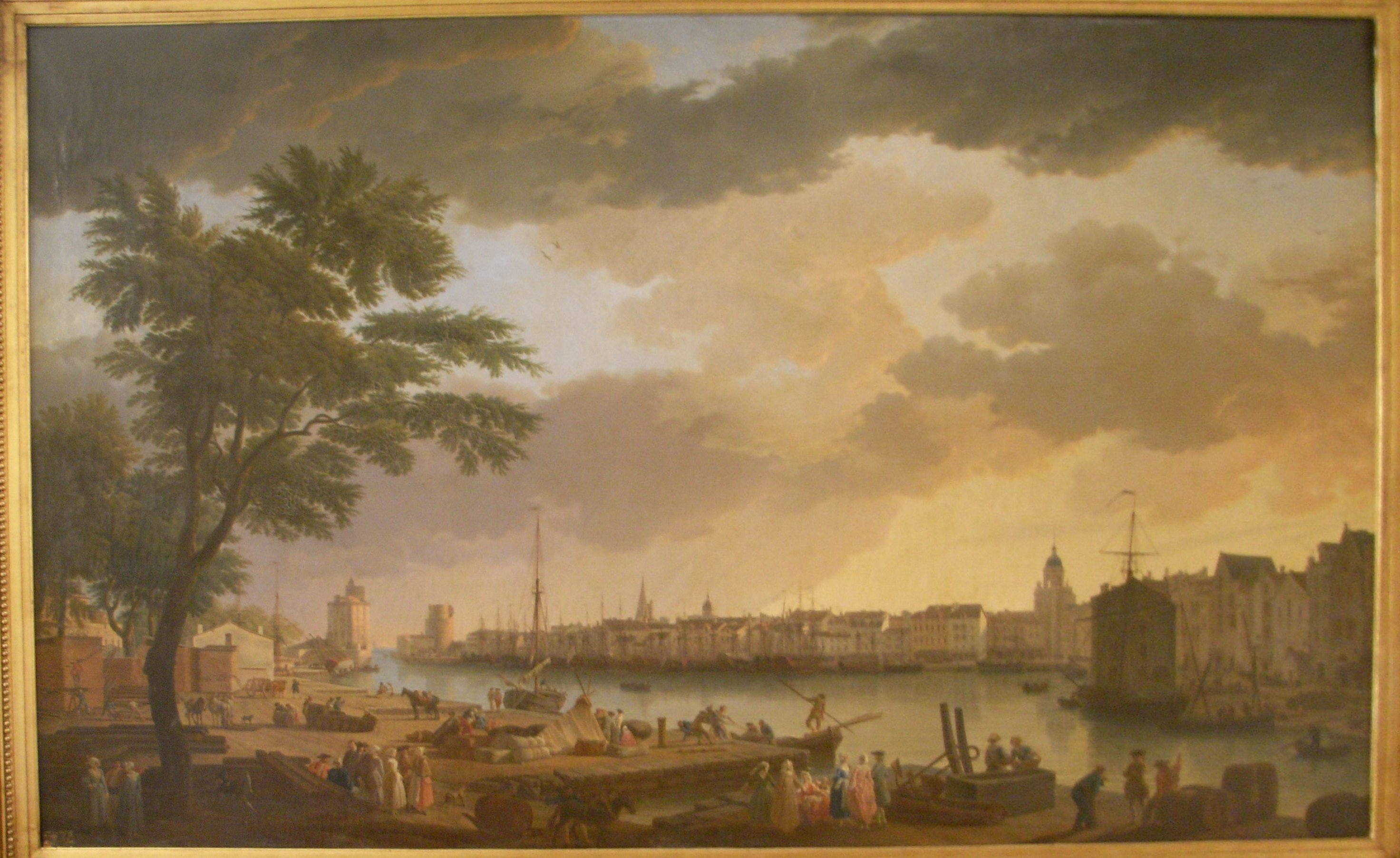
Vue du port de La Rochelle, par Claude Joseph Vernet au Musée du Nouveau Monde à La Rochelle, 1763.
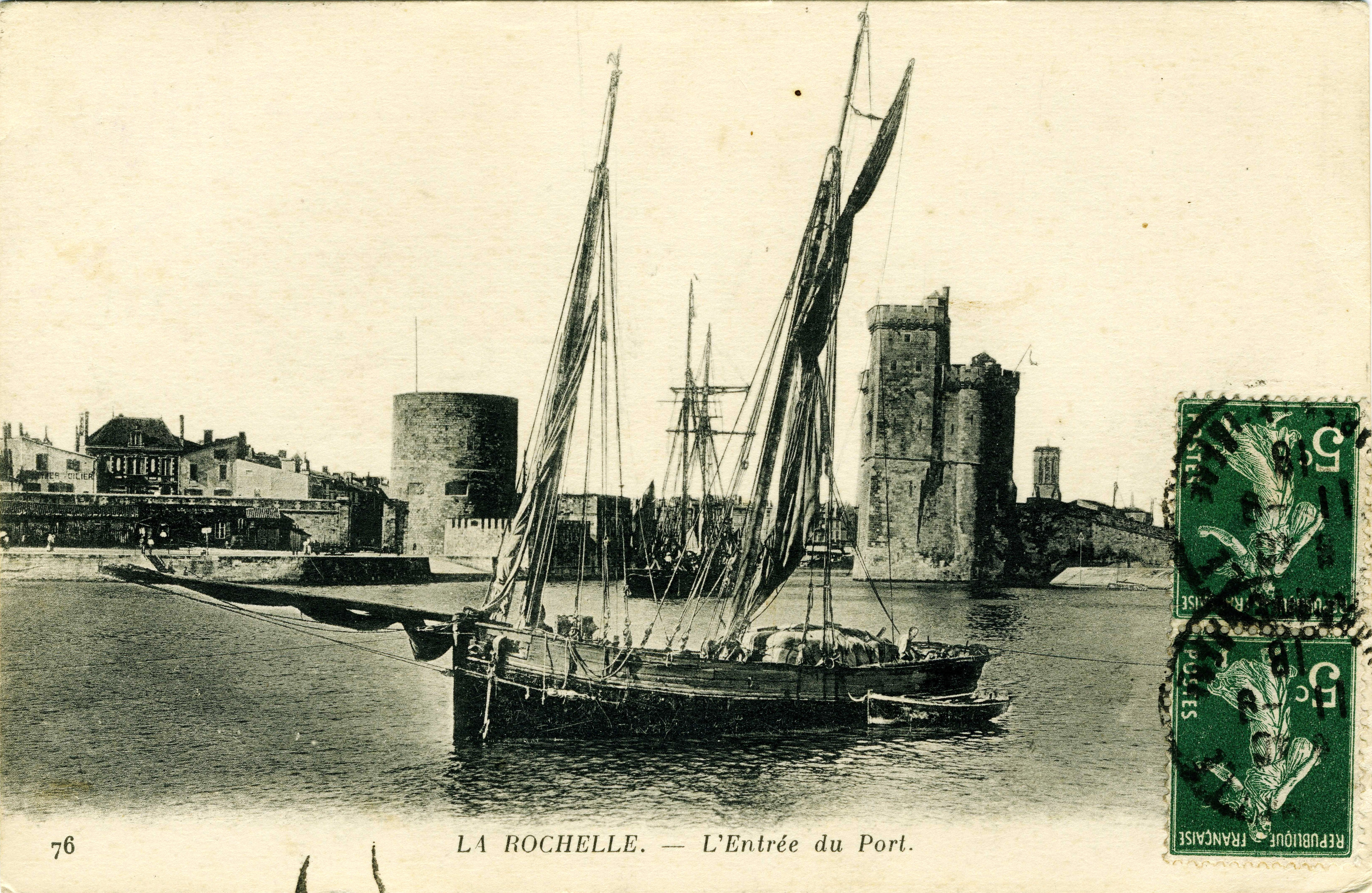
Vue de la tour de la Chaine avant restauration, avant 1915.
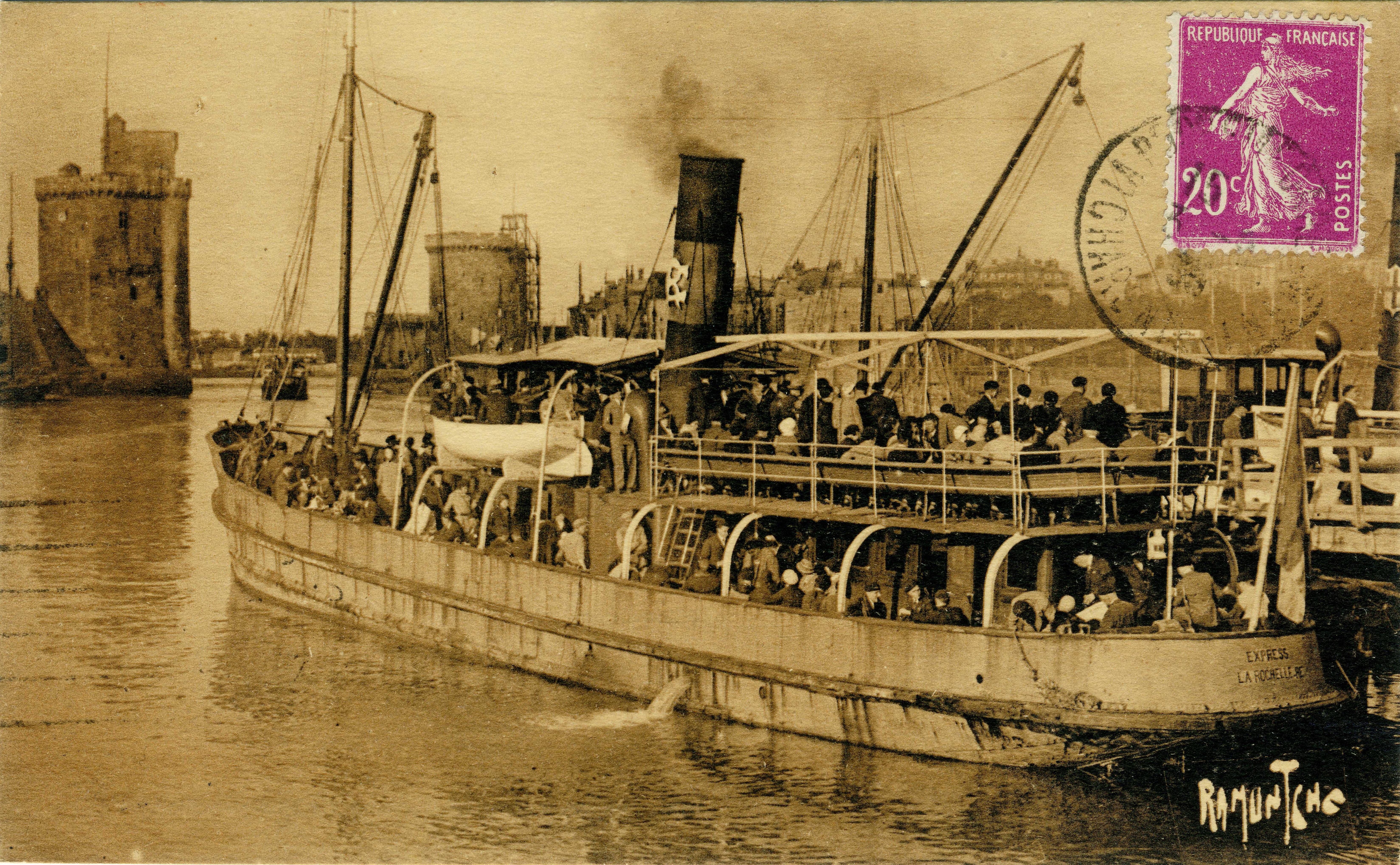
Tour de la Chaîne en cours de restauration, vers les années 1930.

### Le quatrième niveau
Dans le cadre du changement d'exposition de la tour, on entreprend de "réinventer" en 2007-2008 le quatrième niveau de la tour. Si l'on est certain qu'il existait autrefois, aucune trace ne pouvait permettre de le reconstituer "à l'identique". Cette absence de référence a permis de faire un choix très contemporain avec un plancher suspendu qui semble flotter au sommet de la tour. L'acier et le bois s'intègrent parfaitement dans le monument avec une sensation de légèreté grâce à la structure flottante qui laisse apparaître la pierre et le volume de la tour sans rupture.

### L'exposition"Embarquez pour la Nouvelle-France"

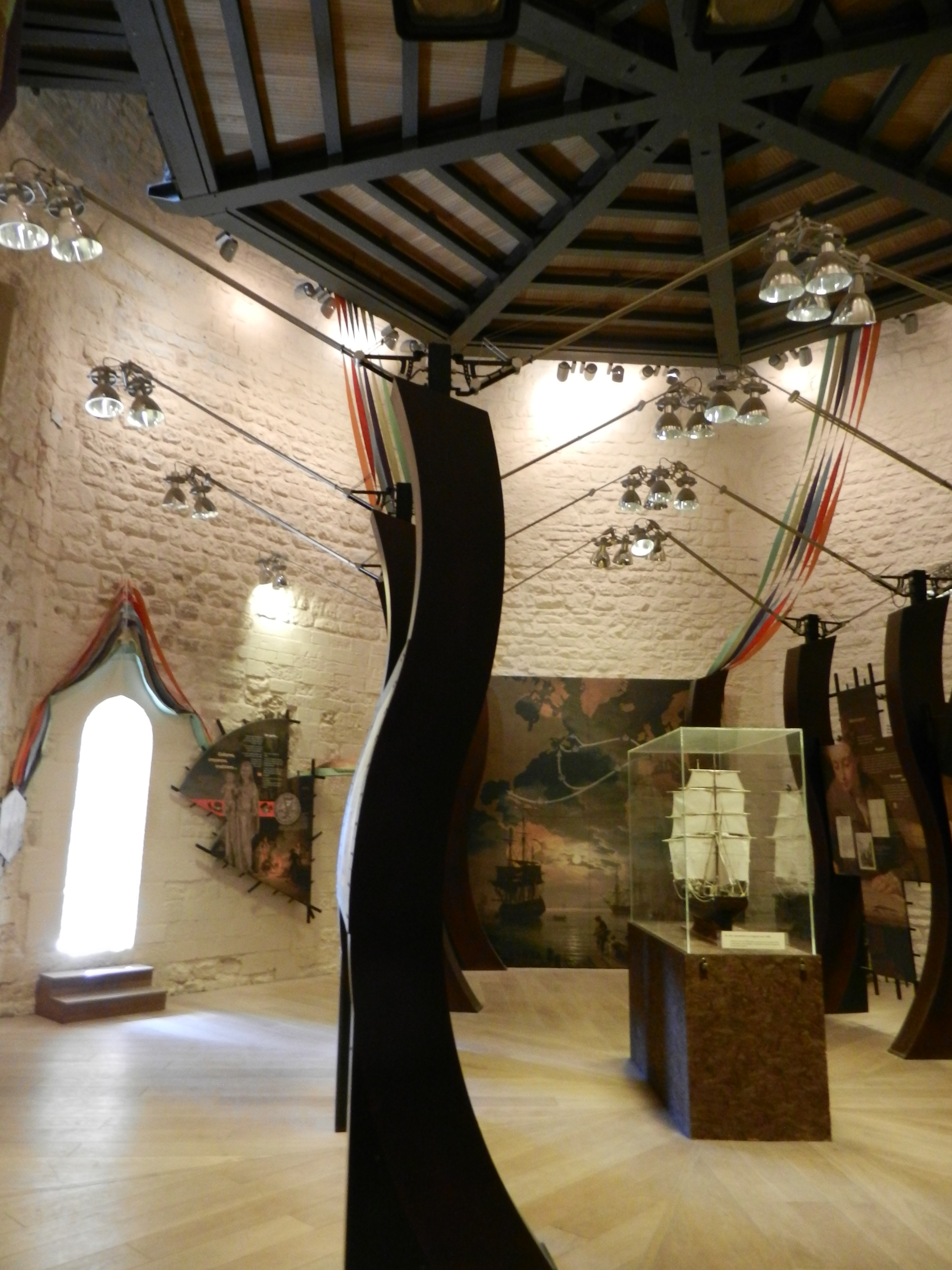
"Embarquez pour la Nouvelle-France"

Le comité québécois a contacté dès 2004 le Centre des monuments nationaux pour organiser les célébrations du 400e anniversaire de la création de Québec,,.
À la même période, on envisageait la restitution du quatrième niveau de la tour. Il était également envisagé de renouveler l'exposition. Il était donc naturel qu'une exposition soit réalisée dans le cadre du 400e anniversaire. La tour de la Chaîne, porte du port de La Rochelle, est la dernière image de la France pour les nombreux migrants partis vers la Nouvelle-France.
L'inauguration de ce nouvel ensemble eut lieu le 8 mai 2008 en présence de la Gouverneure générale du Canada, Michaëlle Jean. Un premier niveau retrace les portraits et les histoires des migrants. Un deuxième niveau est consacré aux différentes typologies des migrants et à la traversée. Le troisième niveau est un lieu de mémoire, il accueille également le regard posé par des artistes sur le patrimoine et l'histoire.

### La Tempête Xynthia
La tour a été touchée par la tempête Xynthia. Le rez-de-chaussée a été envahi par l'eau sur un mètre et demi. L'ensemble du stock (livres, textiles, coussins...) du musée a été perdu.
La tour resta fermée du 28 février au 5 juillet 2010. Initialement, le premier niveau constituait l'accueil du musée dans sa configuration de 2008. En conséquence, la scénographie dut être réorganisée et l'accueil retrouva le premier niveau. Bien que rénovée, la salle basse ne devrait plus être accessible au public et sera consacrée à un autre type de manifestation.

### De nos jours
Consacrée en musée, la tour est visitable toute l'année. Les trois tours de la Rochelle ont accueilli en 2011 près de 121 523 visiteurs. La tour de la chaîne bénéficie de sa situation privilégiée et accueille en son sein ou à son voisinage une multitude de manifestations durant l'été.
La tour a accueilli en 2011, la sculpture « Angel Bear », représentation d'un ours ailé rouge dressé sur ses pattes arrière sur un imposant piédestal blanc. Cette sculpture de Richard Texier, se dressa en haut de la tour de la Chaîne. Elle fut exposée durant six mois à partir du 27 avril 2011, date de son installation. Malgré la polémique de cette installation, l'artiste se borna à son message initial. Cet ours rouge est un appel au secours de la planète et rappelle l'ours blanc dérivant sur son bloc d'iceberg.
Durant l'été 2012, la tour renoue avec son passé du XIXe siècle et accueille sur l'emprise du bastion un restaurant qui, si la fréquentation est au rendez-vous, sera renouvelé tous les ans en période estivale. La tour n'avait pas accueilli de telle structure depuis la fermeture en 1997 du piano bar jazz qui occupait la tour avant les travaux de transformation en musée et la restitution des différents niveaux.
Symbole de l'attrait du Vieux-Port de La Rochelle, la tour a accueilli à ses pieds quelques concerts de musique classique en 2011 et 2012,. Plus connu, la porte des dames constitue l'entrée des spectateurs à la grande scène du festival des Francofolies.

## Architecture

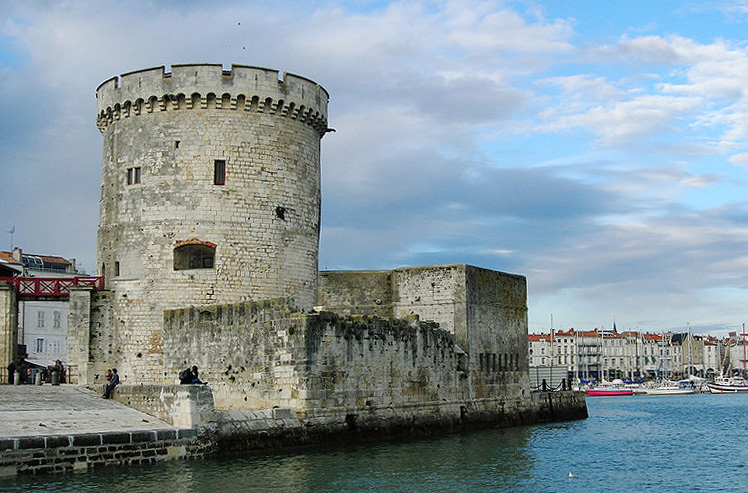

La tour de la Chaîne s'élevait à une hauteur de 34 mètres, contre 20 mètres aujourd'hui, depuis la base du parapet. Elle a un diamètre de 16 mètres et sa muraille est épaisse de 3,50 mètres. Elle était surmontée d'une chapuce, ou toiture en forme de toit poivrière en ardoise, qui, refaite plusieurs fois à des hauteurs différentes, fut définitivement "recouverte tout à bout - dit un chroniqueur (suivant Émile Couneau) - sous l'année 1588". La tour était couronnée de créneaux à meurtrières cruciformes, avec mâchicoulis.
Des réduits ont été pratiqués dans l'épaisseur de la muraille pour recevoir, plus tard, des canons et les escaliers se développaient dans l'épaisseur de cette double muraille.
Elle a été gravement touchée par l'explosion de son stock de poudre lors de l'épisode de la Fronde en 1651. Les plans, laissés par Claude Masse, datant de 1717, montrent la tour à ciel ouvert avec seulement un niveau de plancher, les autres ayant disparu lors de l'explosion.

### La salle d'accueil
La salle d'accueil est la seule à avoir résisté à l'épisode de la Fronde. Claude Masse indique sur ses plans qu'elle servait au corps de garde en tant que forge et qu'elle a servi de prison. La salle est octogonale et les nervures de ses voûtes d'arête, de forme ogivale, retombent sur des colonnettes.

### La grande salle
La grande salle, avec sa cheminée, était au XIVe siècle la salle de réception de la tour. La chambre de herse contiguë est voûtée d'ogives. Cette salle fut, pendant près de 300 ans, laissée à ciel ouvert, à la suite de l'effondrement des planchers de la tour. Le palier et les pièces annexes du niveau sont voûtés d'ogives. La voûte de la salle, effondrée lors de l'explosion de 1651, reposait sur des culs-de-lampe à face humaine.

### Les escaliers
Les escaliers, menant au troisième niveau, sont voûtés en berceau segmentaire.

### La salle du capitaine

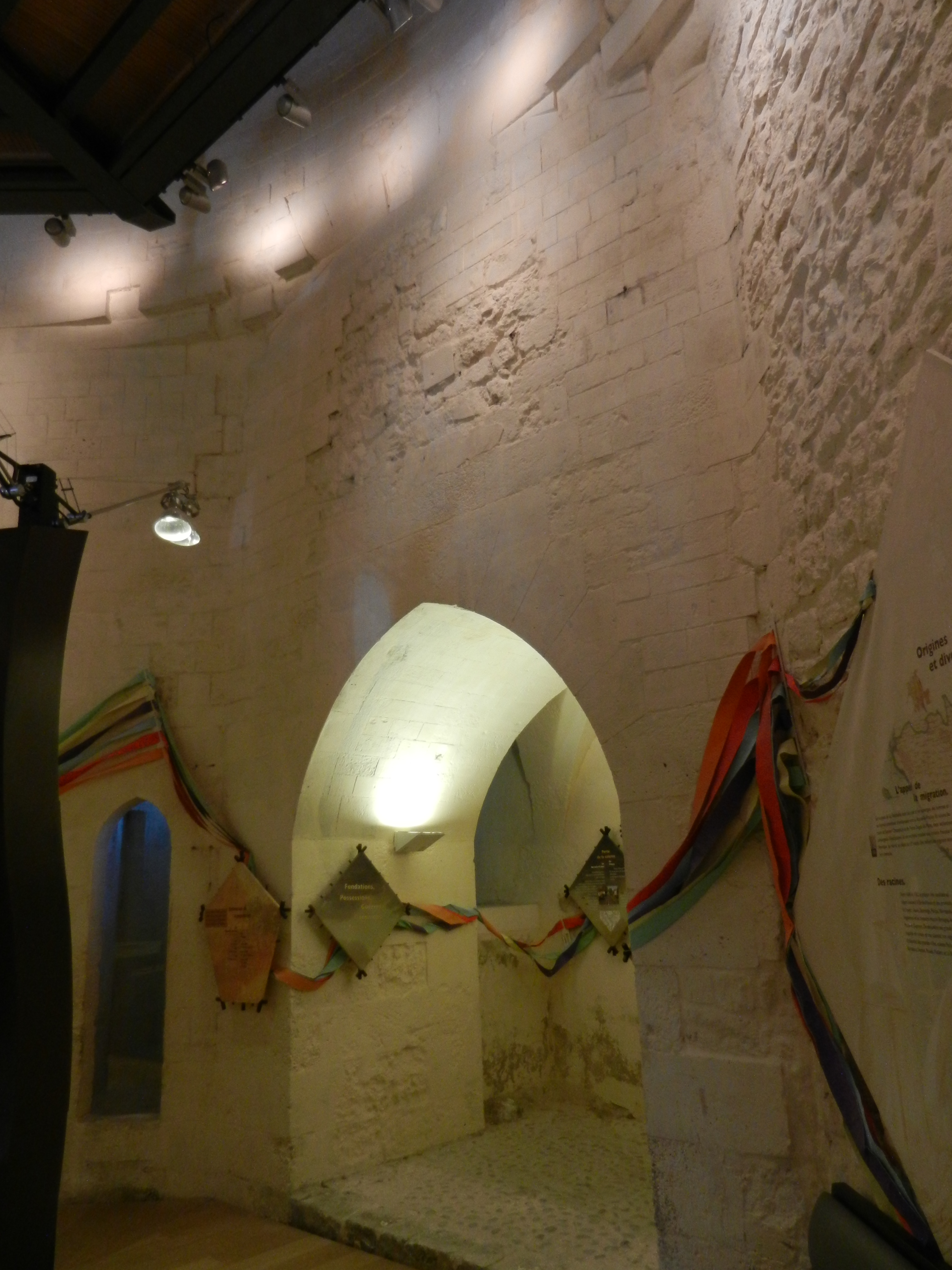
La salle du capitaine.

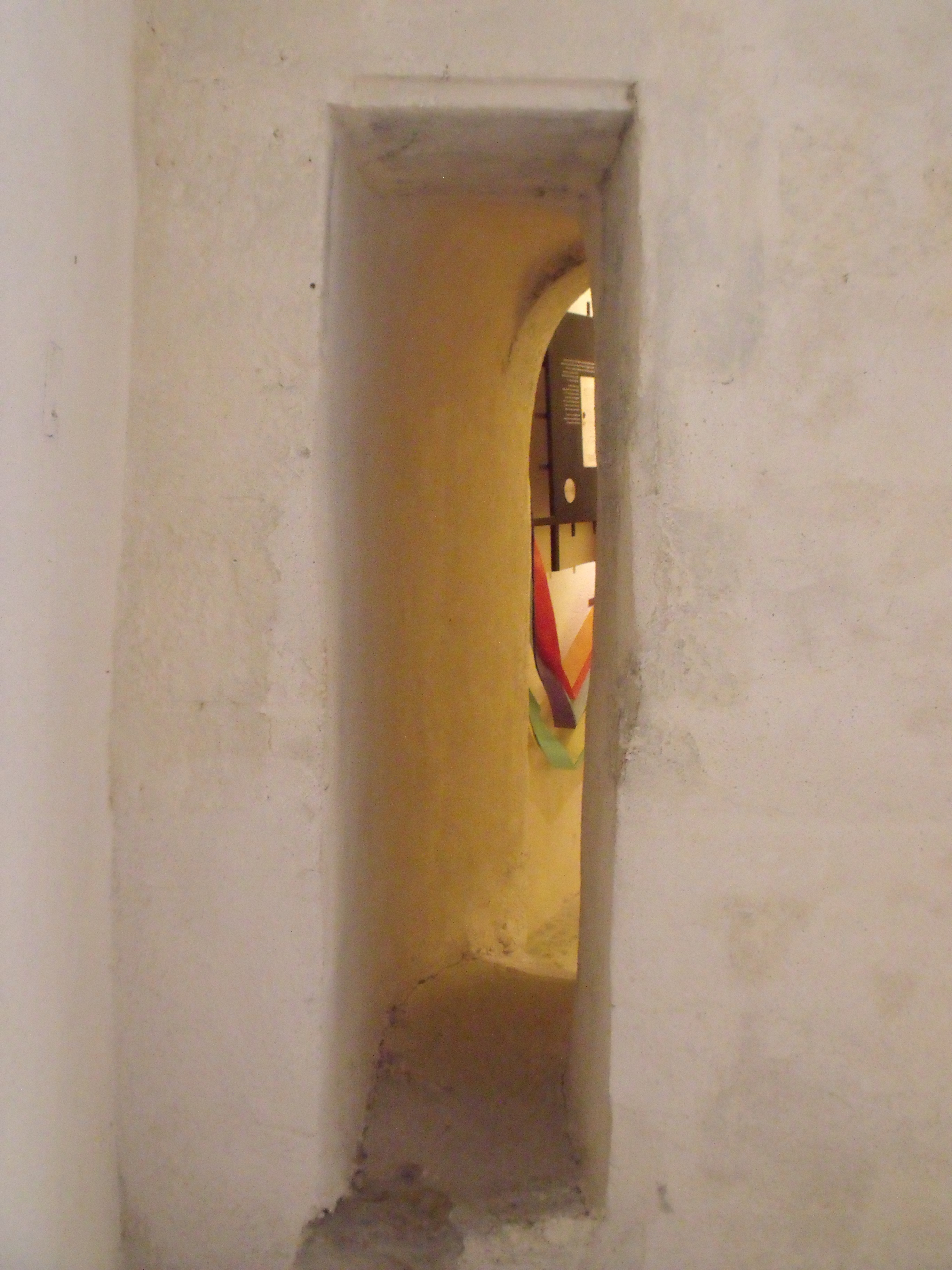
Intérieur de la tour.

À l'origine, la salle était un espace réservé au capitaine de la tour. Ce niveau n'avait qu'un plancher, dont les poutres s'appuyaient sur des consoles que l'on voit encore entre les deux parois concentriques de cette robuste construction. Le niveau a été recréé en 1998, avec la construction d’un plancher restituant le premier niveau de la tour. Les pièces annexes du troisième niveau sont voûtées en berceau brisé.

### La salle suspendue
Cette salle est une restitution menée en 2007 et 2008 par la création d'un plancher en béton. Il matérialise l'un des niveaux ayant disparu lors de l'effondrement de la tour en 1651. Son plancher comme celui de la salle du capitaine était constitué de poutres s'appuyant sur des consoles.

### Le chemin de ronde
Le chemin de ronde actuel date de la restauration de la tour durant le XIXe siècle. Les mâchicoulis ont été restaurés en 1947. Cependant, le chemin de ronde ne correspond pas au chemin de ronde d'origine. Suivant les plans de Claude Masse, le chemin de ronde aurait comporté deux niveaux. Un niveau couvert (niveau actuel du chemin), l'autre au-dessus découvert. On peut encore voir en parcourant le chemin de ronde actuel, l'amorce d'un escalier menant à l'étage supérieur, aujourd'hui disparu. Les restes de ce niveau furent démolis au début du XIXe siècle lors du nivellement de la tour.

### La petite tour de la chaîne
L'entrée du port comportait à l'origine une petite tour dite "petite tour de la Chaîne". Elle se situait sur l'autre rive de l'entrée du port, à l'opposé de la tour Saint-Nicolas. Elle était reliée à la tour de la Chaîne par un corps de logis. La petite tour de la Chaîne était de forme carrée du côté de la mer, et ronde du côté du port. Sa date de construction est méconnue et remonterait au milieu du XIVe siècle. Dans son soubassement, à la hauteur moyenne des marées, se trouvait une large ouverture voûtée, par laquelle pénétrait la lourde chaîne qui chaque soir, barrait la passe entre les deux tours, et qu'on tendait à l'aide d'un treuil.
À l’exception de la chambre réservée à la manœuvre de la chaîne la tour était pleine jusqu'à la hauteur du premier étage.
En 1824, la petite tour de la chaîne est démolie pour permettre l'agrandissement de l'entrée du port. Initialement de 12 toises, soit 23,40 mètres, l'entrée est augmentée à 25,40 mètres au niveau des quais, et 25 m au niveau de la ligne de flottaison.

#### L'arche
Suivant les vues de Juste Lisch, la petite tour de la chaîne aurait dû recevoir l'arche enjambant l'entrée du port. Cependant aucun écrit, ni aucune preuve (à l’exception de la présence d'amorce de pierre située sur la tour Saint-Nicolas) ne peut corroborer l’existence d'un tel projet, encore moins sa réalisation.
|  |  |
|  |  |

### Le corps de logis et le bastion

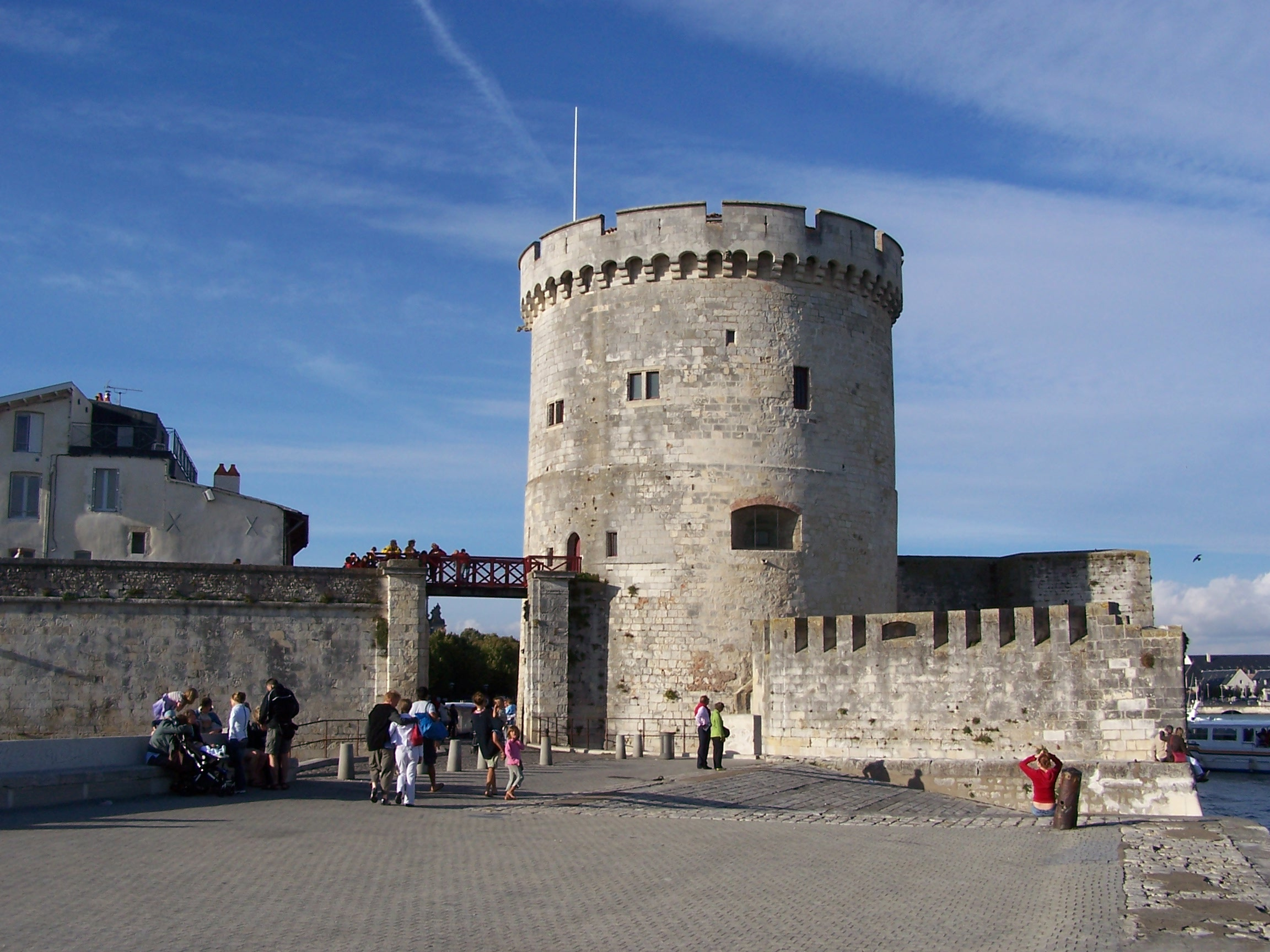
État actuel de la tour. À gauche la courtine menant à la tour de la Lanterne, au centre, la tour de la Chaîne avec à sa gauche la porte des Dames et à sa droite le demi-bastion surmonté par une terrasse fortifiée indépendante.

Le corps de logis était le corps de garde qui était aménagé dans la muraille reliant la petite tour de la Chaîne à la Grosse tour de la Chaîne. Suivant Émile Couneau, il était assez vaste pour servir de corps de garde aux soldats ou pour y loger le capitaine préposé à la garde des tours. Le corps de garde abrite dans sa partie basse le mécanisme de lever de la chaîne, le cabestan.
En 1542, lorsque François Ier ordonna le désarmement des Rochelais, les habitants furent obligés de porter à la tour de la Chaîne l'ensemble des armes, mousquets, arquebuses et fusils qu'ils possédaient.
Le bastion avancé qui protège le bas de la tour a été aménagé entre 1811 et 1812. Il remplace le jardin du gardien de la tour (suivant les plans de Claude Masse), aménagement postérieur au siège de 1628.
Lors des travaux de 1824, on transforme le corps de logis en plateforme fortifiée formant ainsi un deuxième niveau bastionné. Pour cela, on démolit le deuxième niveau et on renforce les murs, côté mer, pour former un solide bastion. Du corps de logis initial, il ne reste plus que la galerie de manœuvre de la chaîne où se situe le cabestan et le niveau bas reliant la casemate à la tour de la chaîne, le reste a soit été démoli comme la petite tour de la chaîne soit a été profondément transformé avec la création d'une casemate. Cette casemate à créneaux de fusillade divergents est situé dans la partie basse du bastion haut donnant sur l'entrée du port. La terrasse du bastion haut est à crête de feu d'infanterie haute et est accessible depuis le deuxième niveau de la tour. Les deux bastions sont indépendants, le bastion avancé est séparé de la tour et du bastion haut par un fossé et pour passer de l'un à l'autre il faut passer par la ville. On profite des travaux de 1824 pour ajouter un fossé au bastion avancée, fossé qui est prolongé jusqu'à la tour de la Lanterne. Un pont est construit pour enjamber le fossé pour le passage de la porte des Dames. Ces deux fossés sont barrés de batardeaux chevauchés par des dames arasées.

## La chaîne

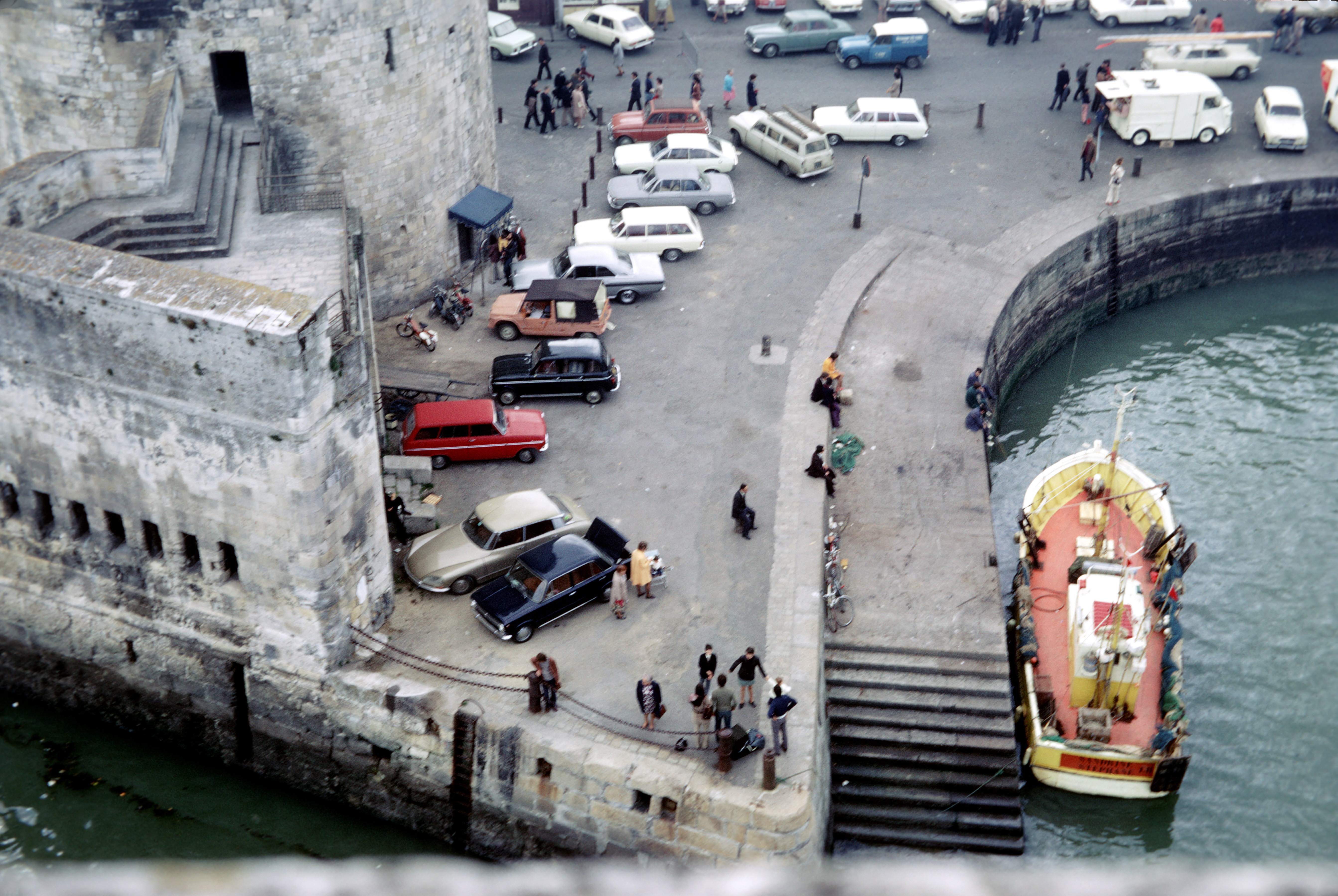
En bas à droite de la vue, ouverture pour la manœuvre de la Chaîne.

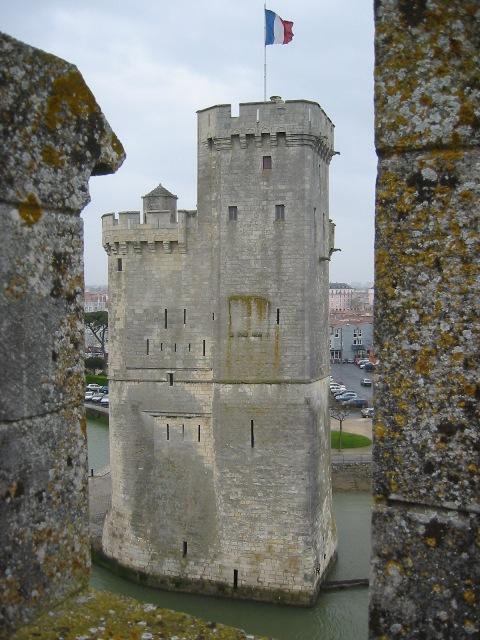
La chaîne, tendue tous les soirs pendant des siècles, était fixée depuis la salle du premier niveau de la Tour Saint-Nicolas.

- François Rabelais évoque la chaîne fermant le vieux port dans son livre, Pantagruel.

« […] Parquoy craignant Gargantua qu'il se gastat, fist faire quatre grosses chaines de fer pour le lyer & fist faire des arboutans a son berceau bien aiustez. Et de ces chaines en avez une à la Rochelle que l'on lieve au soir entre les deux grosses tours du havre... »

## Le rempart

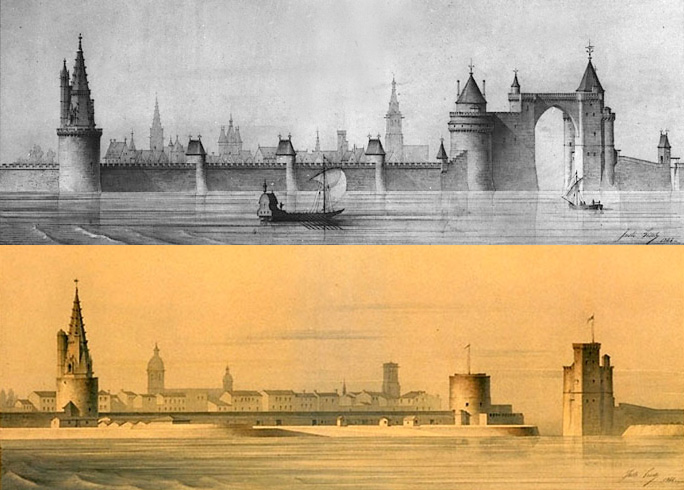
Représentation des tours de la Rochelle, avant la campagne de restauration. Au premier plan à gauche, la tour de la Lanterne, suivi de la tour de la Chaîne et à droite la tour Saint-Nicolas.

Le 19 janvier 1545, vers dix heures du matin, le feu prit dans les 200 barils de poudre stockés dans le cellier d'une maison, appartenant à la confrérie de Saint-Jean du Perrot (maison située en face de l'église). La poudre provenait d'une caraque génoise de la marine du roi qui s'était échouée, au mois d'octobre précédent, près de La Rochelle. L'explosion qui en découle fut entendue à dix lieues à la ronde, soufflant une dizaine de maisons et en endommage un grand nombre. Entre 100 et 120 personnes furent tuées et un nombre considérable gravement blessés. Le mur reliant la tour de la Chaîne à la tour de la lanterne, d'une épaisseur de huit à neuf pieds, s'écroula sur une longueur de vingt et quelques brasses.
Lors du siège de 1573, après les rudes combats des 7 et 8 avril, le Duc d'Anjou tenta un assaut général le 10. Le Duc se réserva l'attaque du boulevard de l’Évangile, pendant que le comte de Lude dirigeait ses efforts du côté de Saint-Nicolas, et Bajourdan, contre la tenaille de la porte des Deux-Moulins. Brion, profitant de la marée basse, avait commencé, avant le jour, à agir contre la tour et la muraille de la Chaîne. Les Rochelais repoussèrent les attaques sur tous les points en infligeant de lourdes pertes et ce furent les femmes et les goujats qui, franchissant les barrières de la porte des Deux-Moulins, se chargèrent d'achever la défaite du Duc en poursuivant les derniers fuyards avec la pique et des bâtons ferrés.
Le rempart, depuis la tour de la lanterne, jusqu'à la porte des Dames a été classé au titre des monuments historiques par arrêté du 17 février 1879.
Les terrains communaux situés devant les remparts en bordure du domaine public maritime entre la tour de la Chaîne et la porte des Deux-Moulins sont un site classé par arrêté du 16 avril 1934,,.

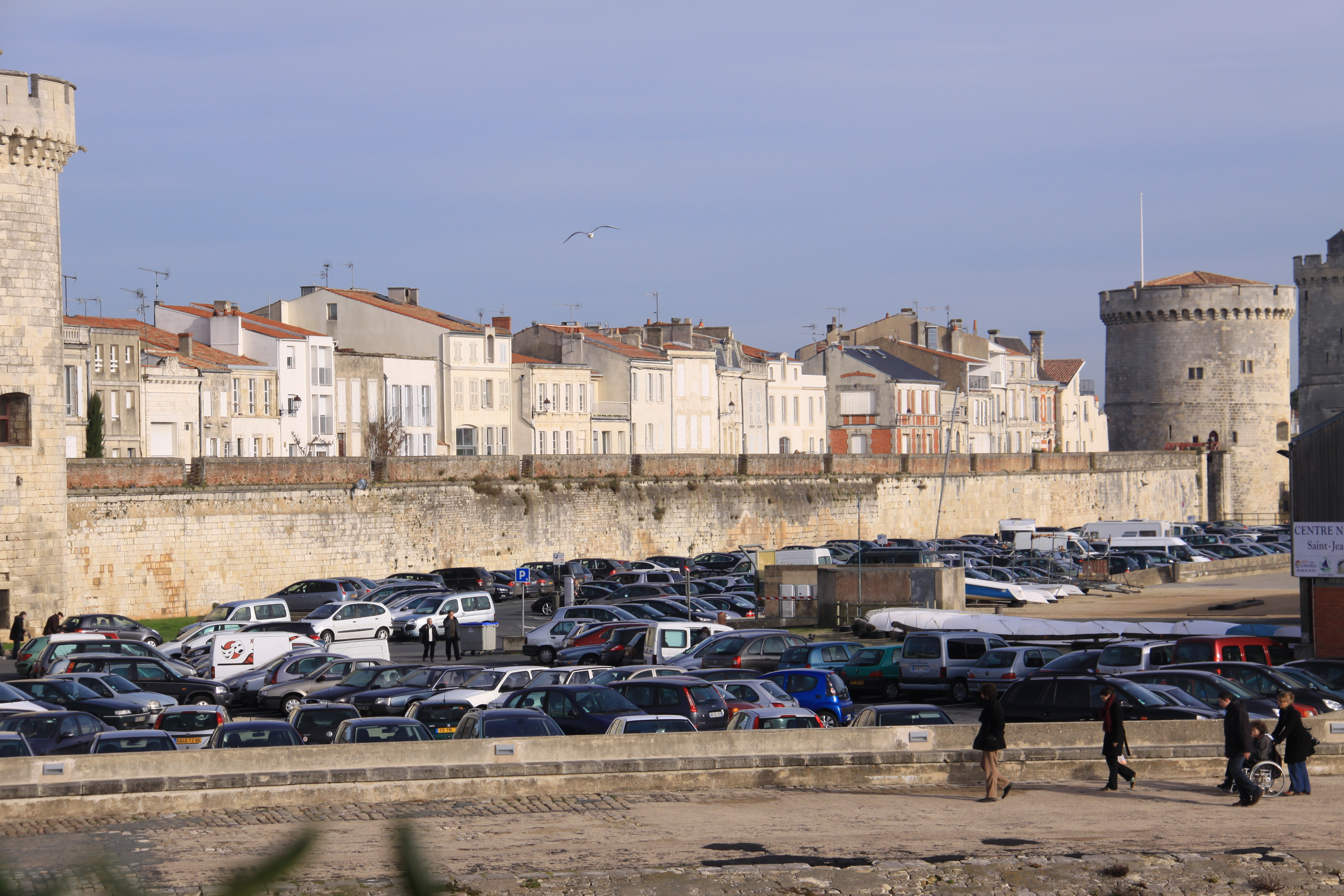
La courtine de la rue sur les Murs.
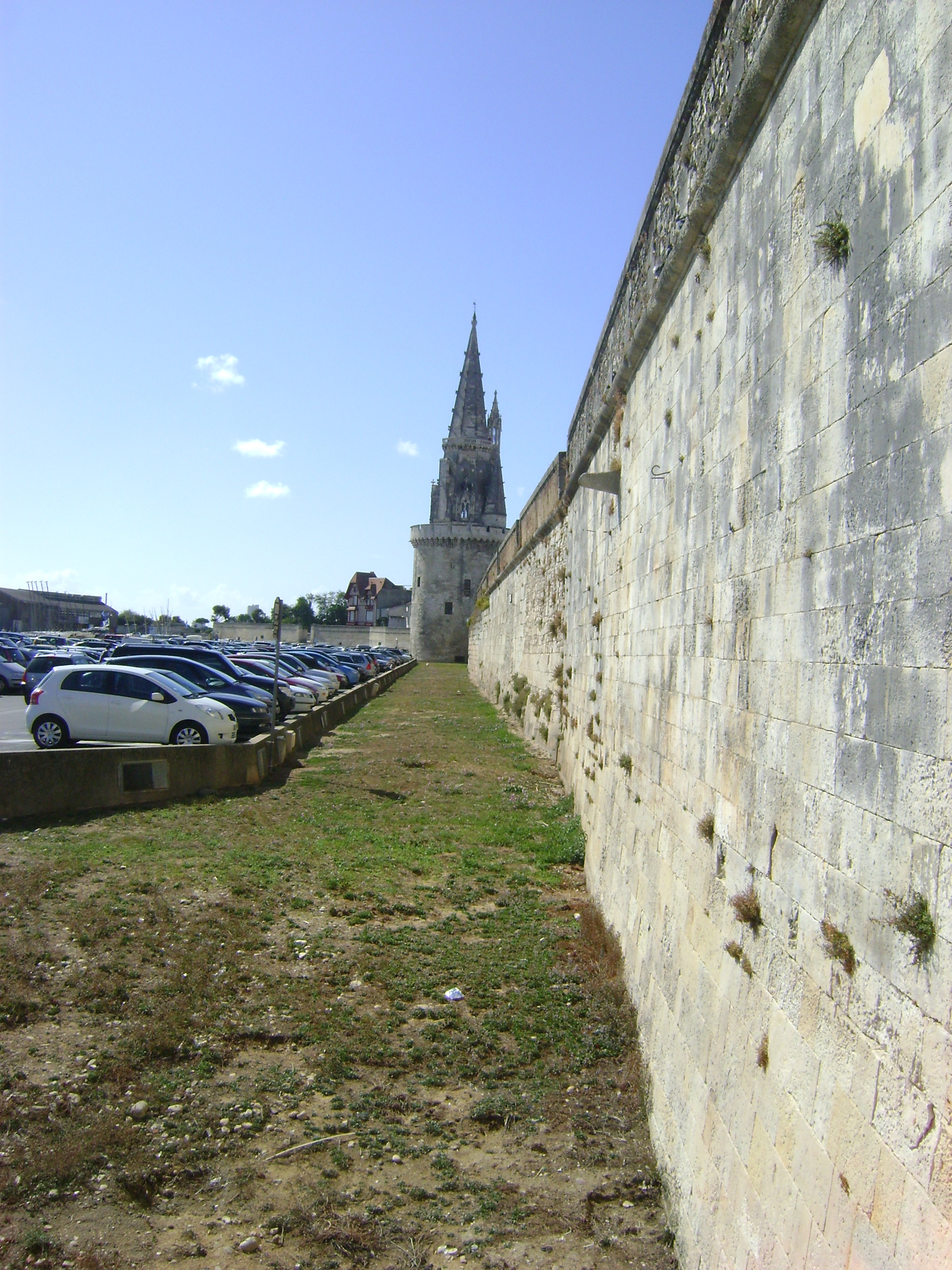
Vue du mur d’enceinte depuis sa base.
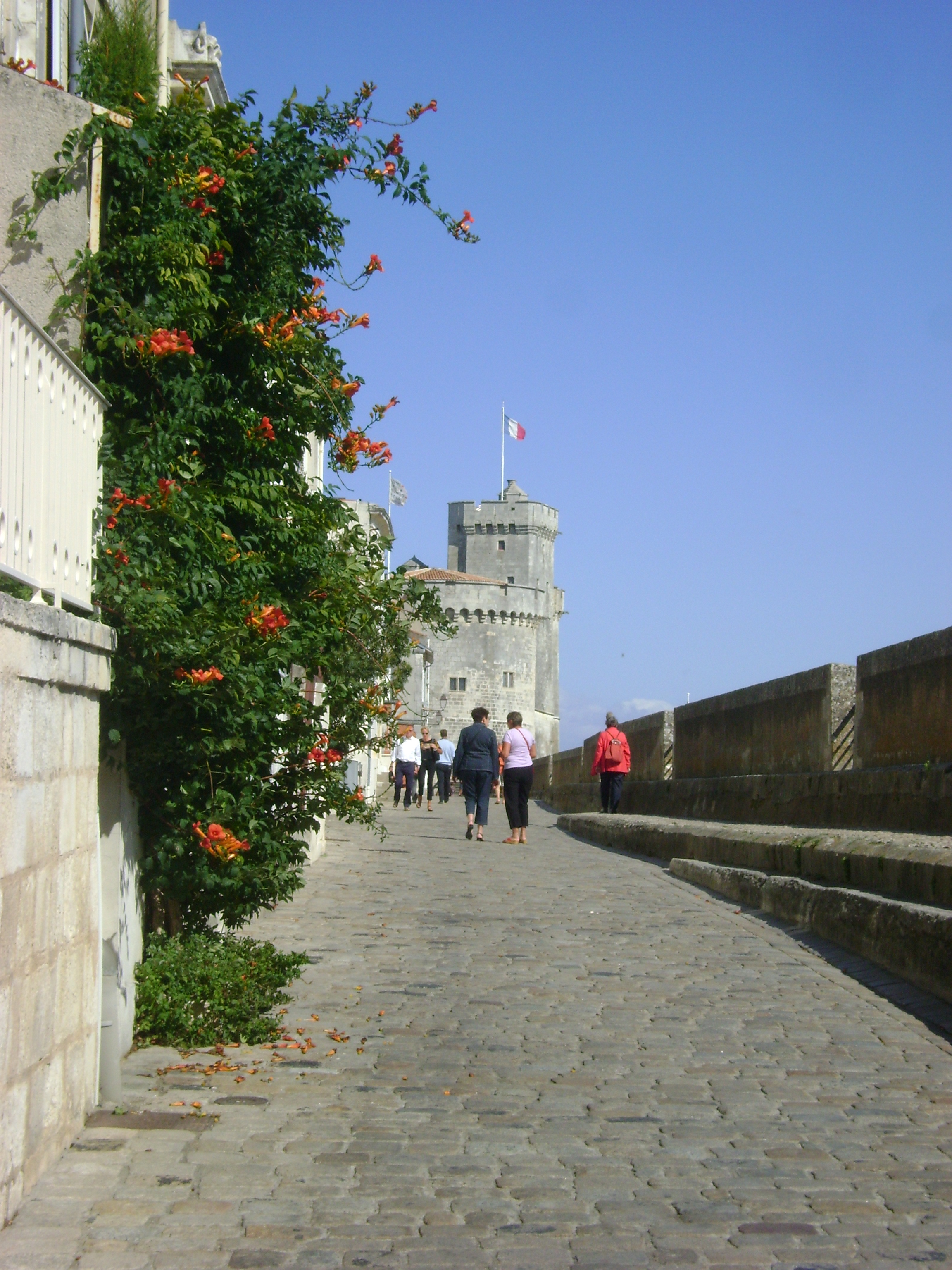
Vue de la rue sur les Murs depuis la tour de la Lanterne.
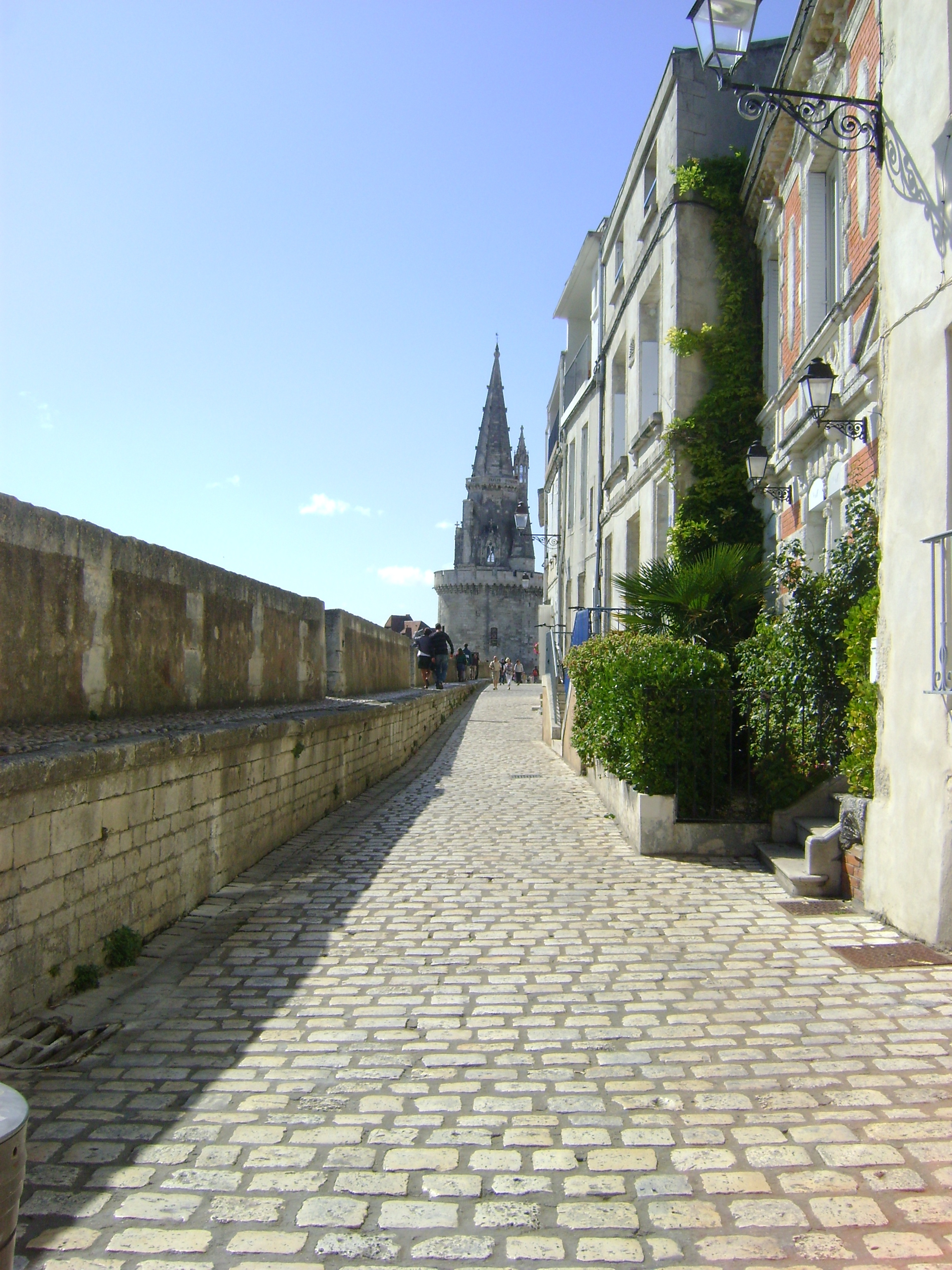
Vue de la rue sur les Murs depuis la tour de la chaîne.
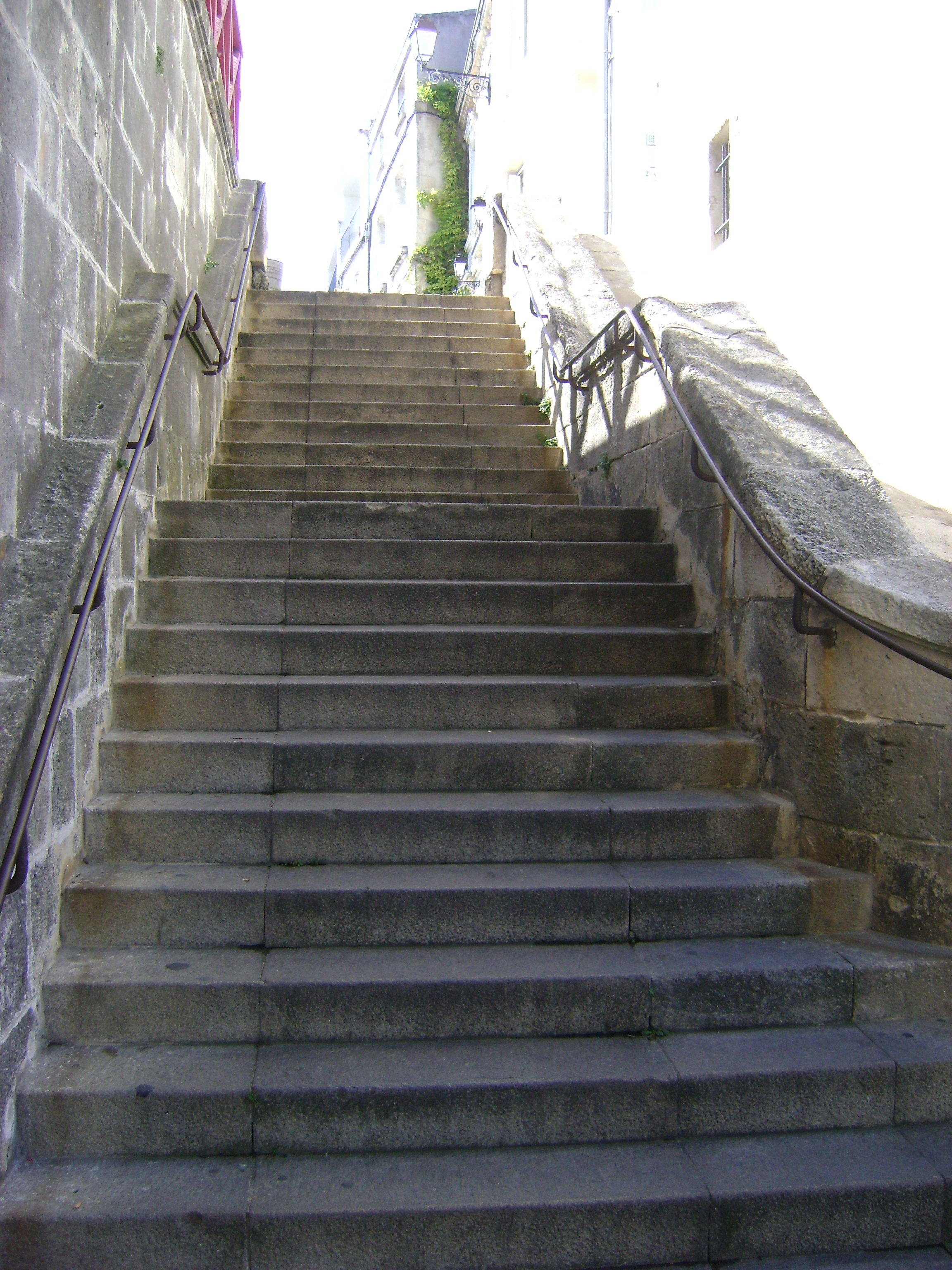
L'escalier menant à la rue sur les murs.
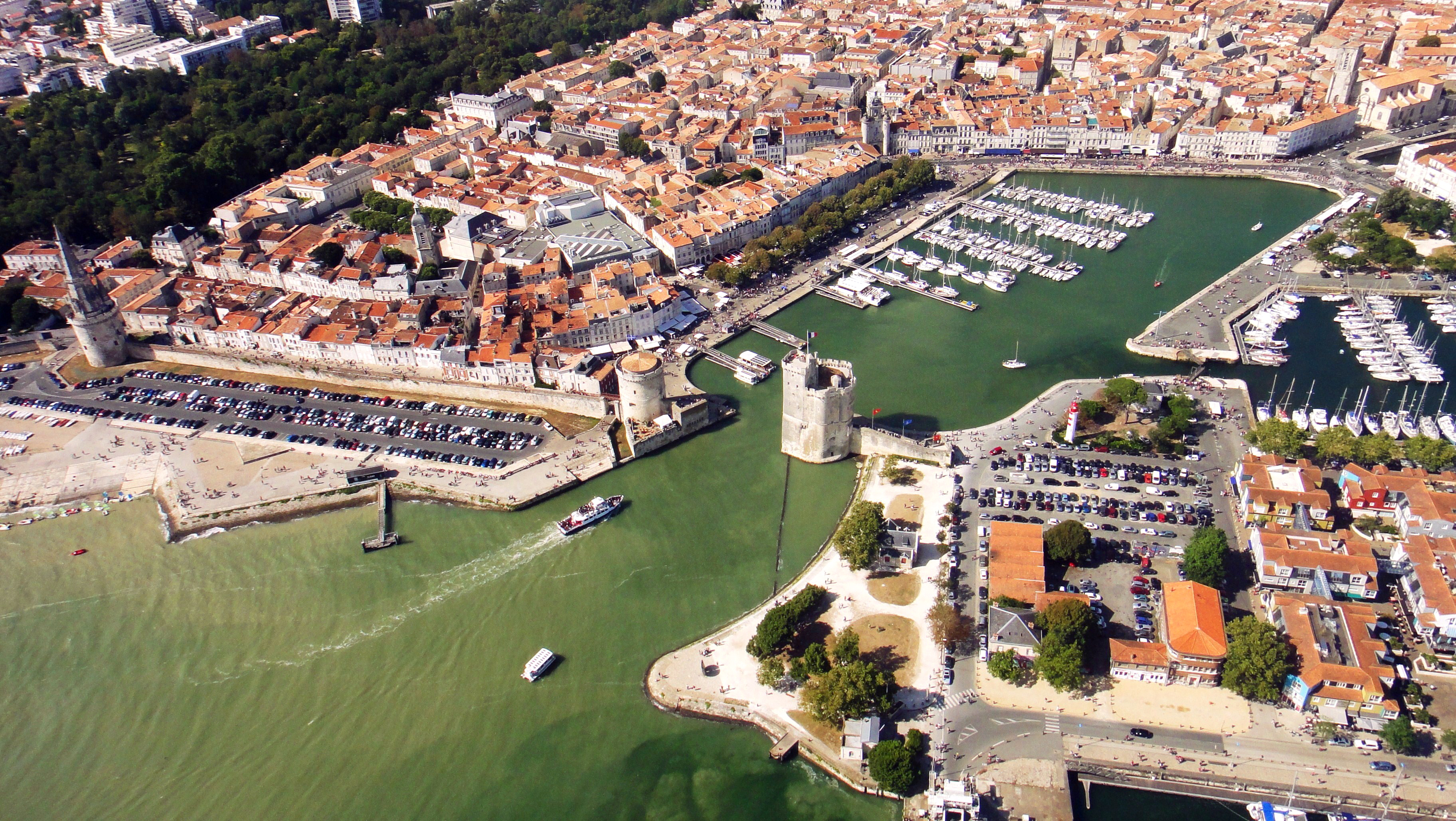
Vue aérienne du front de mer.

### La porte des Dames
L’esplanade Saint-Jean d'Acre n'existait pas au début du XIIIe siècle. L'ensemble de la muraille reliant les tours de la Chaîne et de la Lanterne était battue par la mer. Au fil des siècles, cet espace émergea d'abord à marée basse puis au fil du temps et grâce à l’accumulation des pierres de lestage. Les bateaux, arrivant à La Rochelle pour charger de la marchandise, vidaient leurs cales des pierres accumulées pour la traversée "à vide" du navire. Vers la fin XVIIIe siècle, début XIXe siècle, l'espace est aménagé pour devenir l'espace que l'on connait actuellement. À l'époque, il abritait les chantiers navals. La porte des Dames est construite dans la deuxième moitié du XVIIIe siècle pour permettre un accès à ce nouvel espace. Initialement simple ouverture dans le mur d'enceinte, elle est profondément modifiée en 1824. On l'élargit et le mur d'enceinte est coupé sur la totalité de sa hauteur. On construit une passerelle pour enjamber le fossé longeant la base des remparts et on construit la passerelle actuelle qui relie la tour de la Chaîne à la courtine.
De nos jours, l'esplanade Saint-Jean-d'acre comporte les pontons d'accostage des croisières vers les îles de la région, l'école de voile et un parking de 400 places. Passage devenu exclusivement piéton, la porte constitue un passage essentiel entre le vieux port et le parking. La porte constitue, chaque été depuis des années, l'entrée des spectateurs à la grande scène du festival de musique des Francofolies.

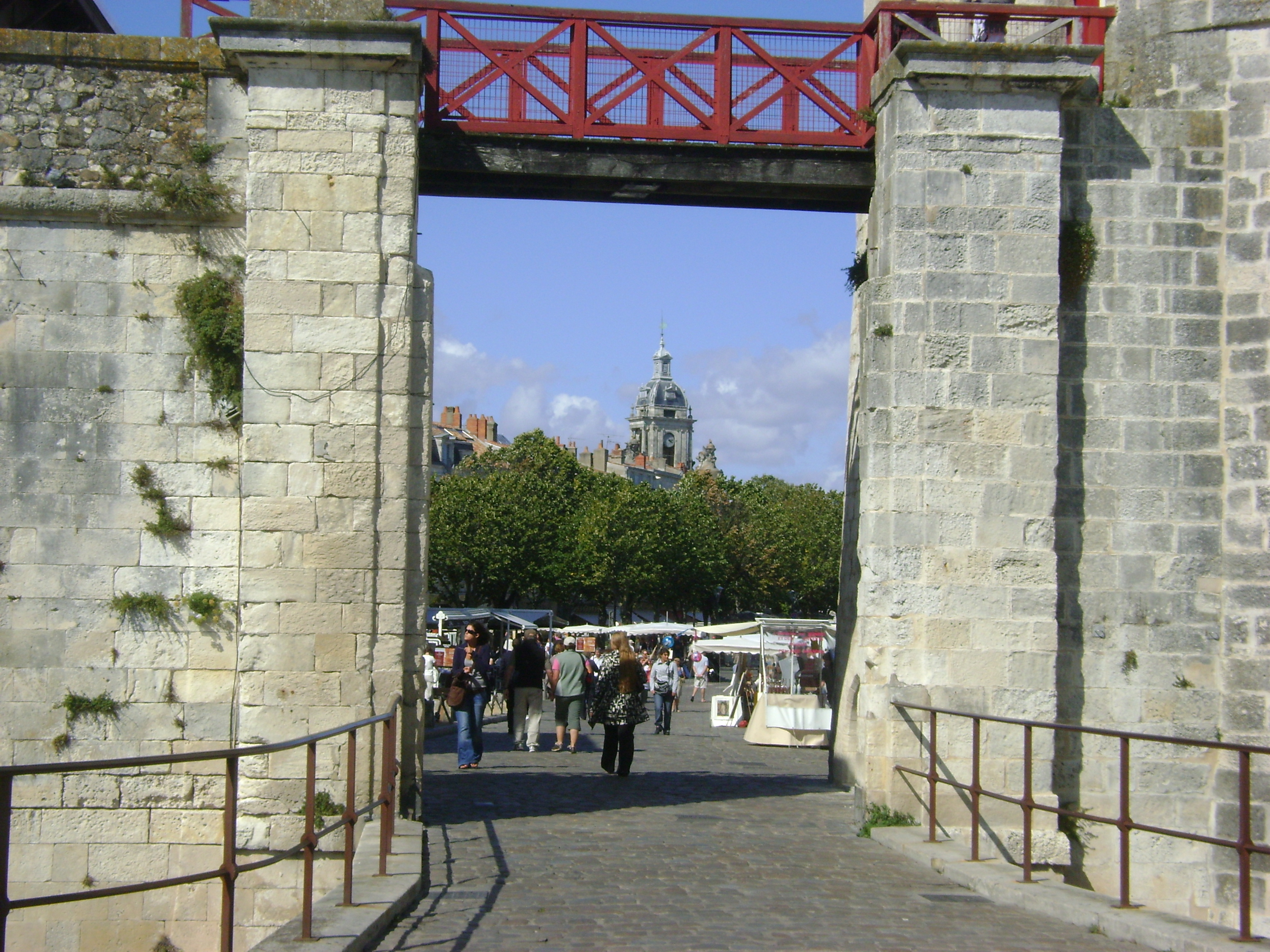
Porte des Dames.
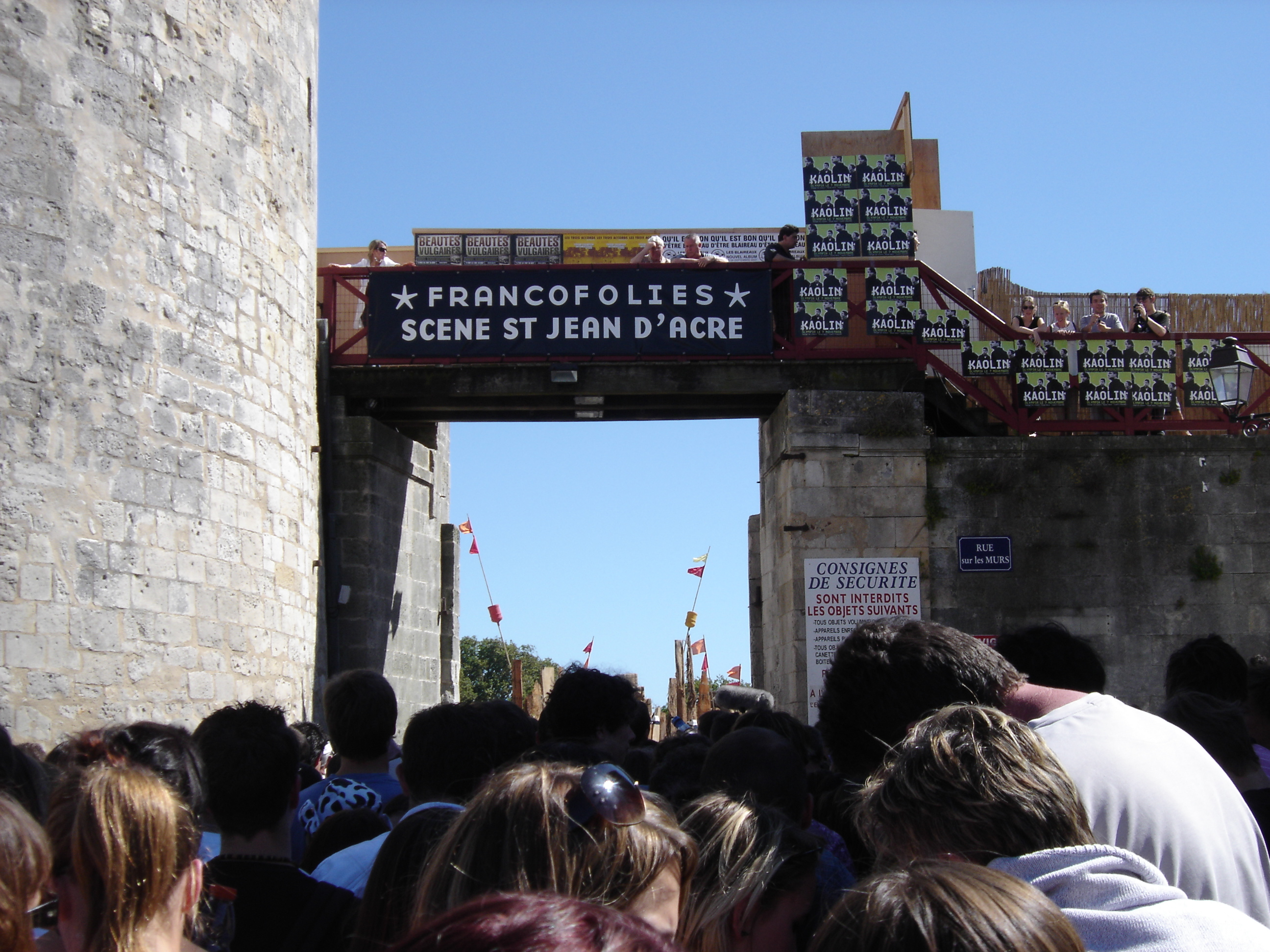
La porte des Dames constitue l'entrée des spectateurs à la grande scène du festival des Francofolies.
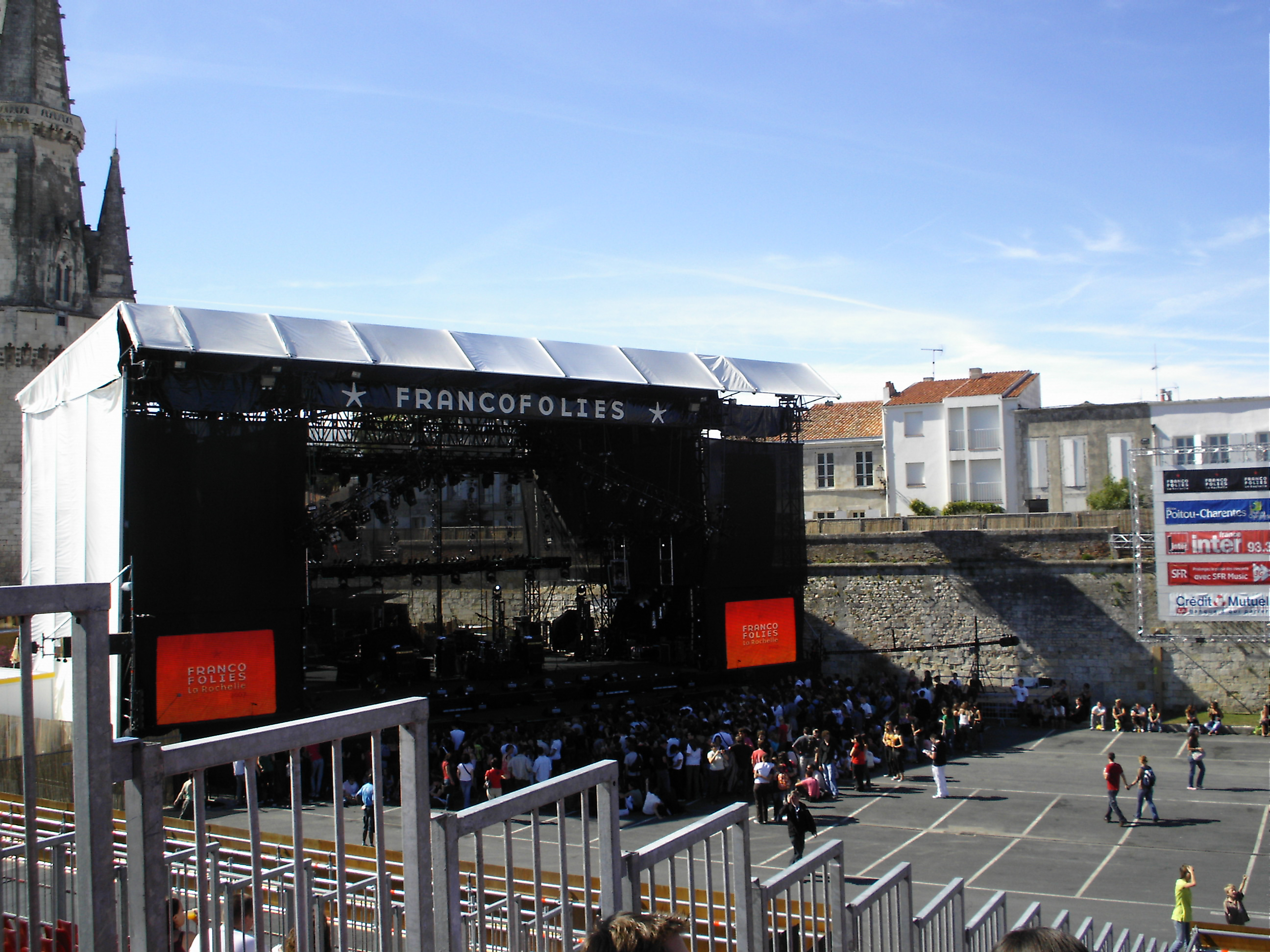
Scène des Francofolies de la Rochelle située sur le parking Saint-Jean-d'Acre à côté de la tour de la Lanterne.

## Galerie

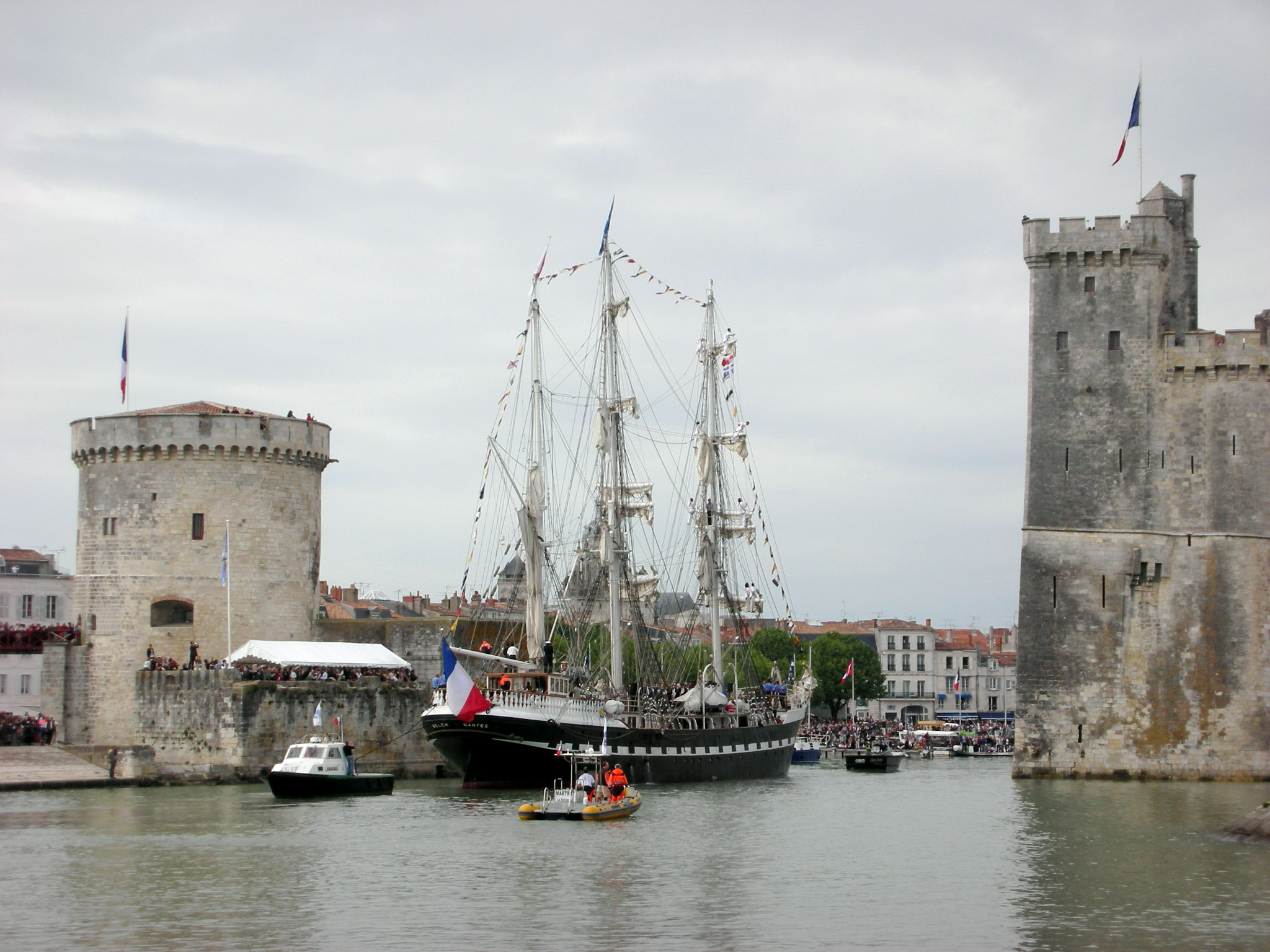
Entrée du trois-mâts barque, Belem dans le vieux-port de La Rochelle, mai 2008.
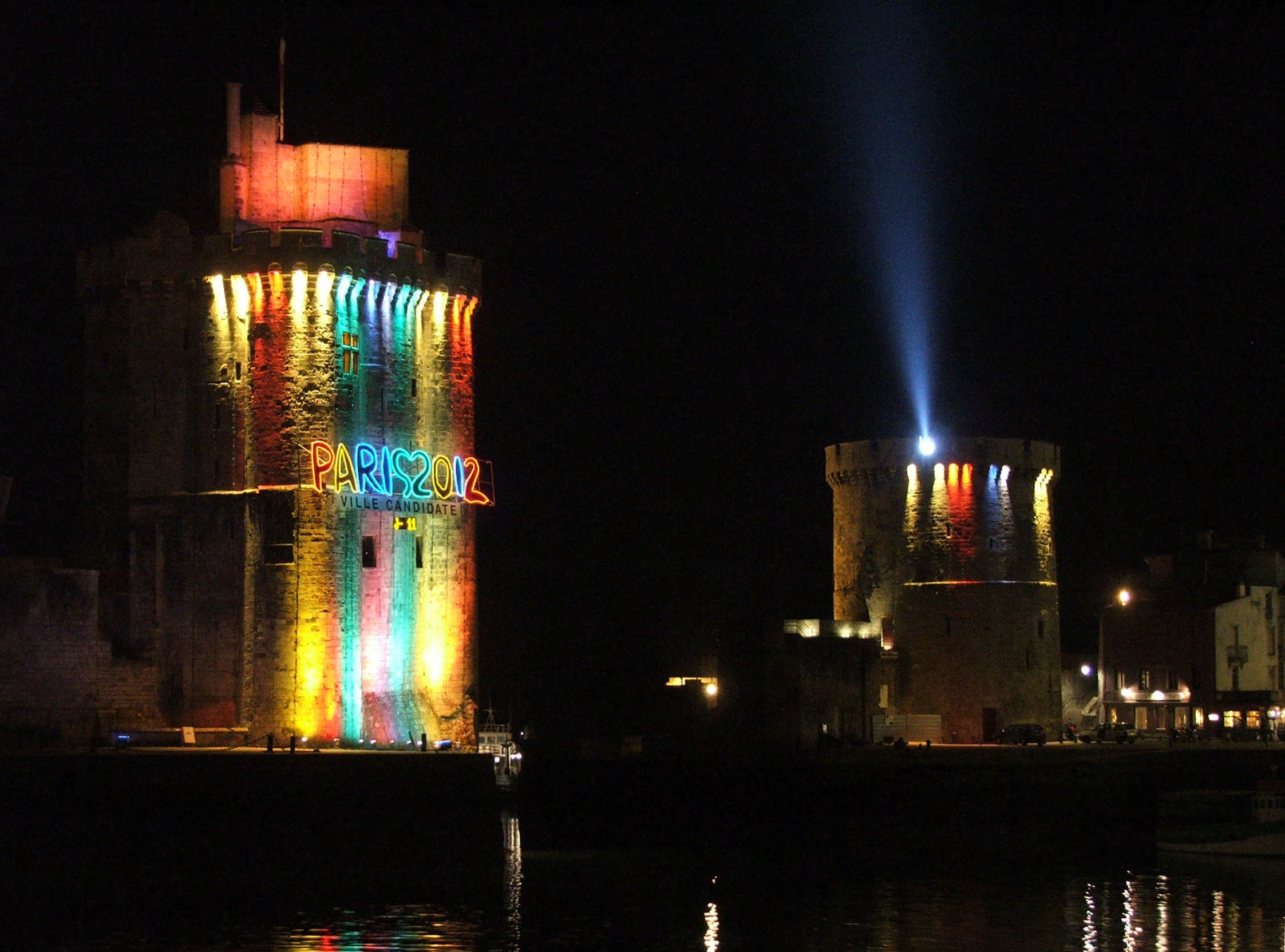
Les tours de La Rochelle à la suite de la candidature de Paris aux Jeux Olympiques de 2012, juin 2005.
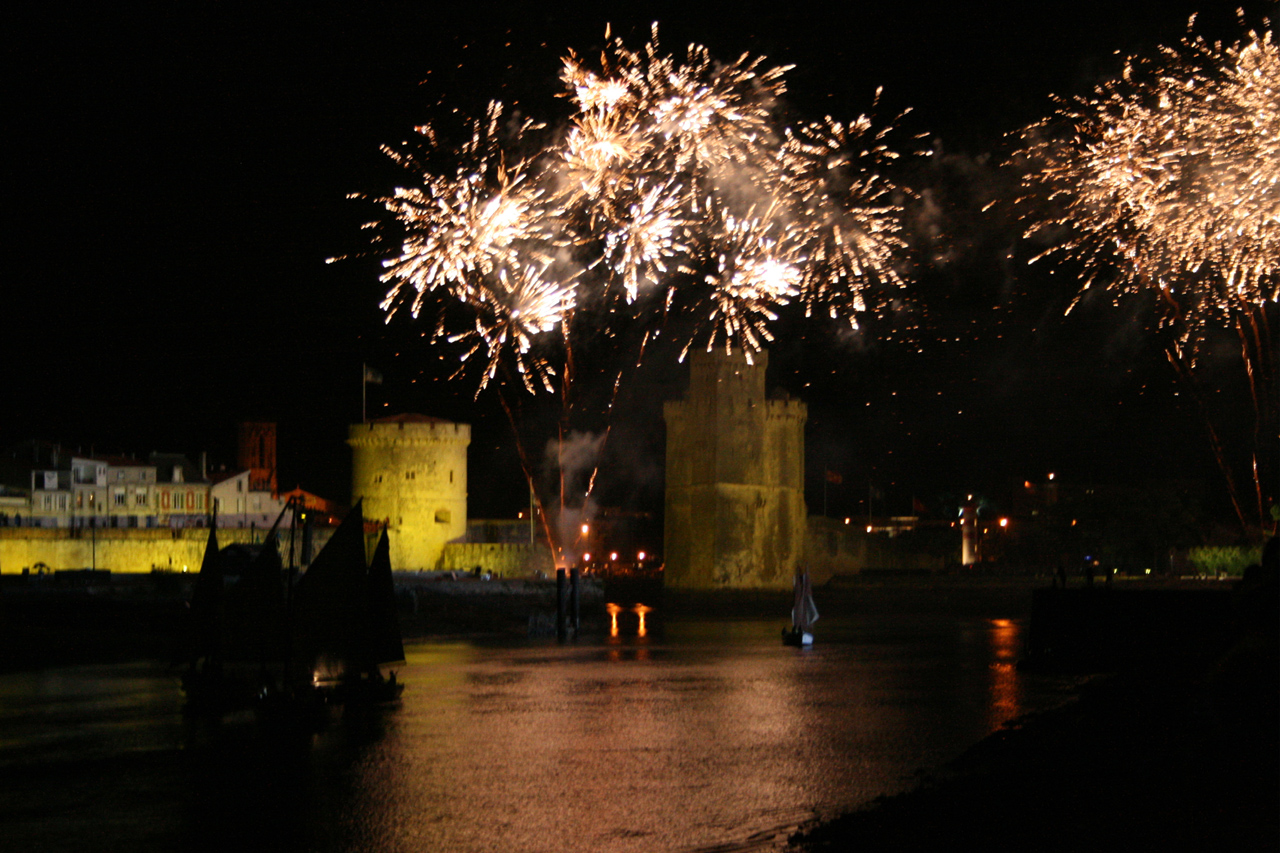
Voile de nuit 2008 à la Rochelle, octobre 2008.
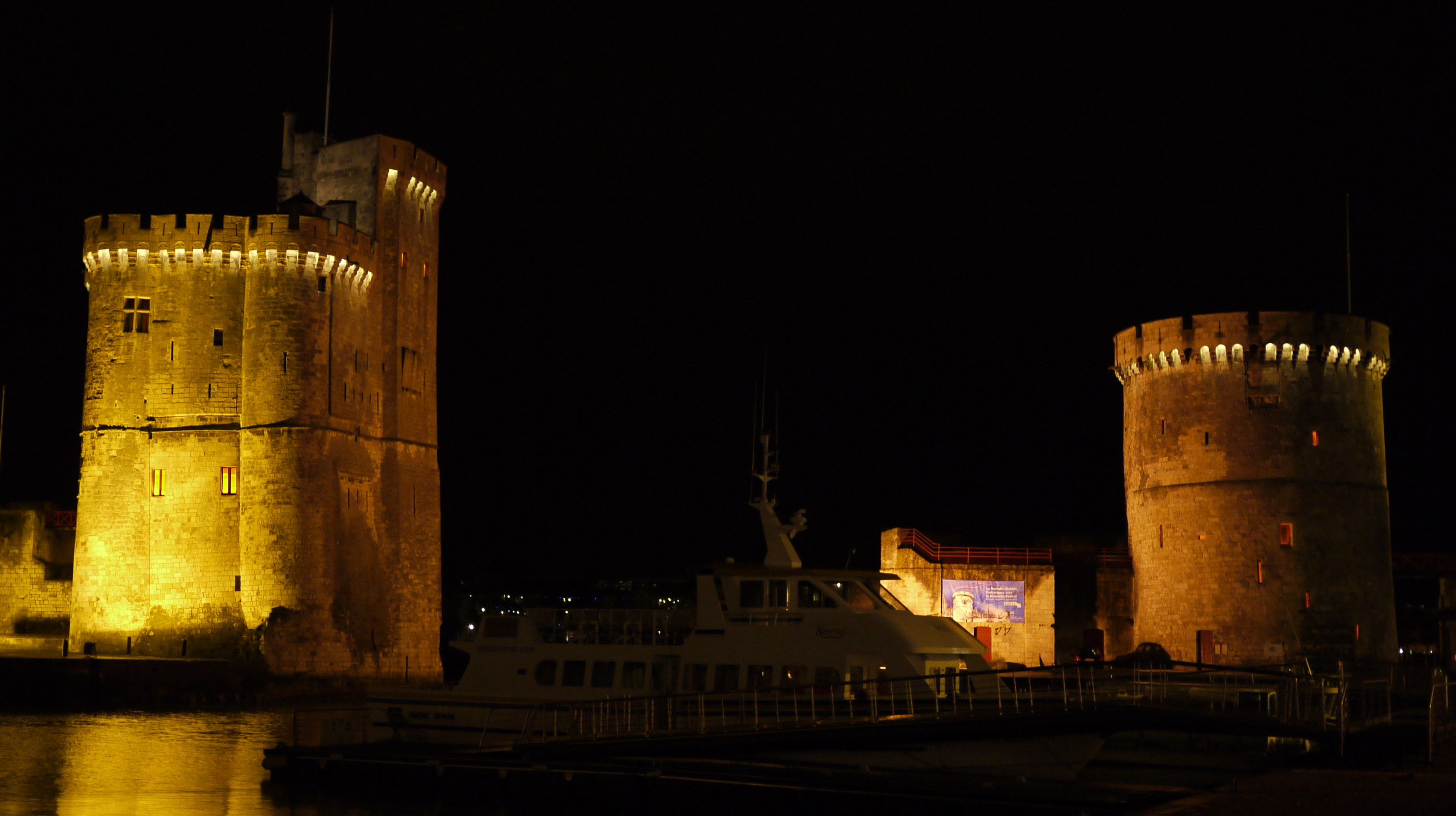
Les tours Saint-Nicolas et de la Chaîne de nuit, janvier 2010.
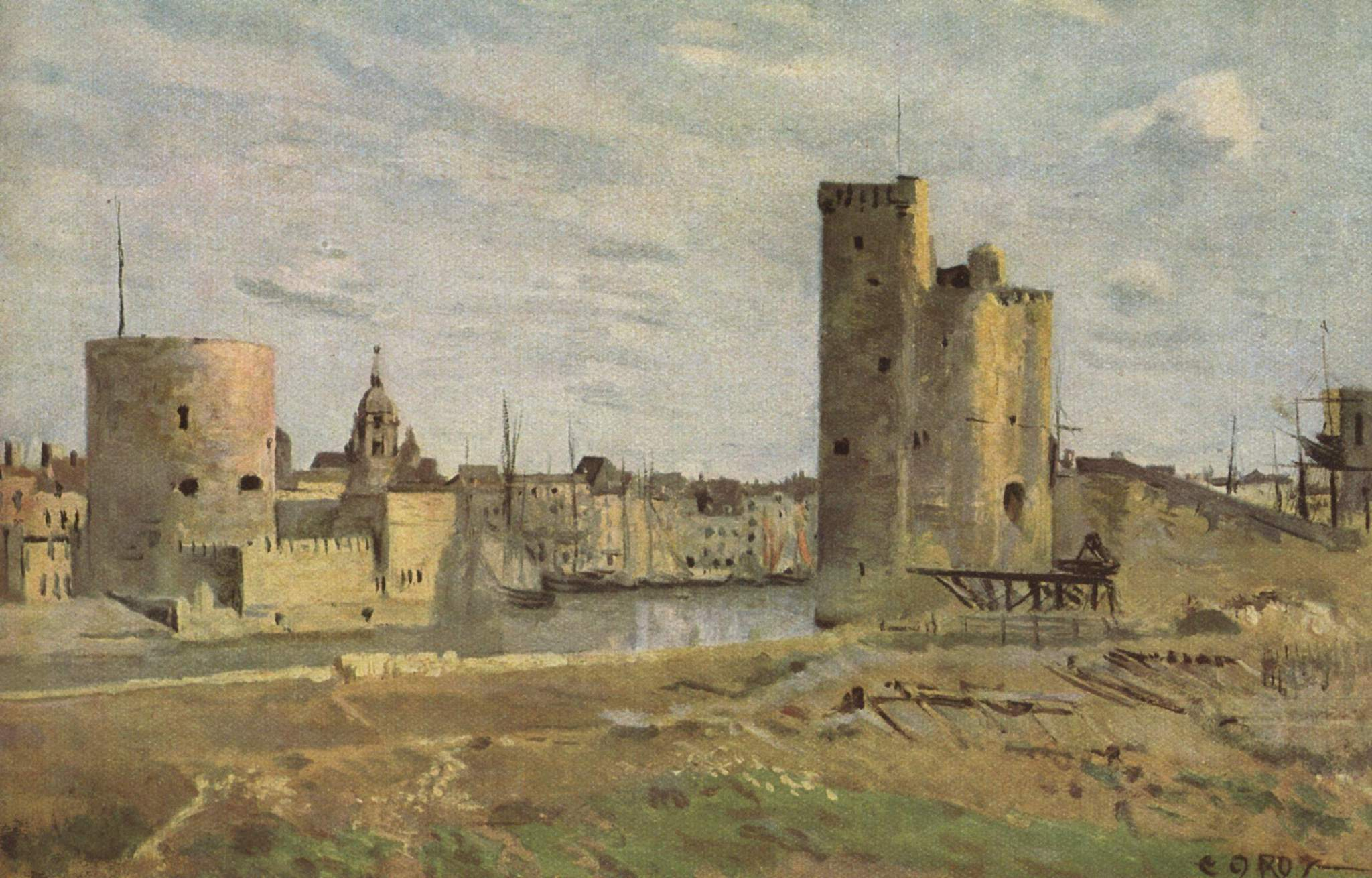
Les deux tours, par Jean-Baptiste-Camille Corot, 1851.
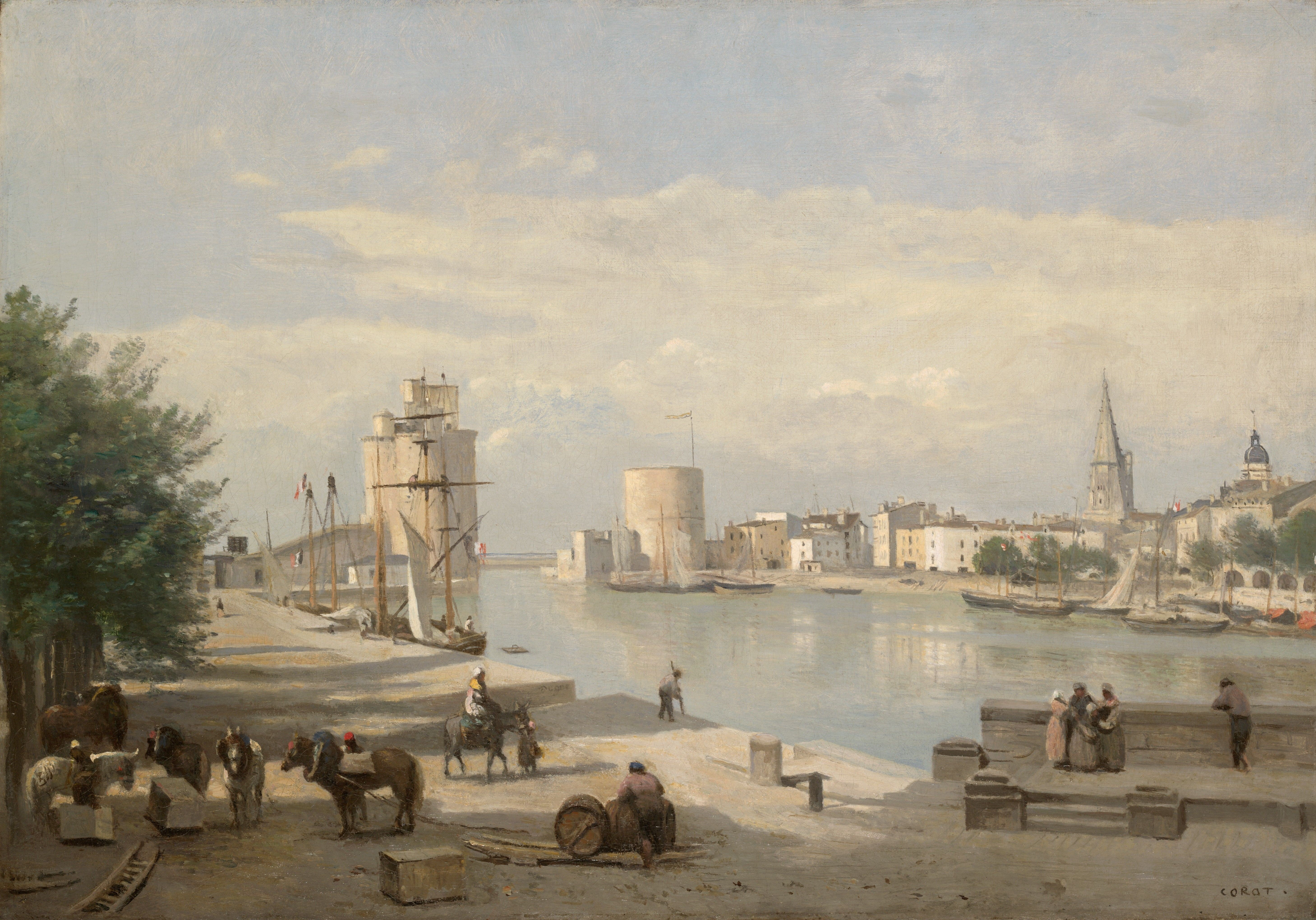
Le port de la Rochelle, par Jean-Baptiste-Camille Corot, 1851.
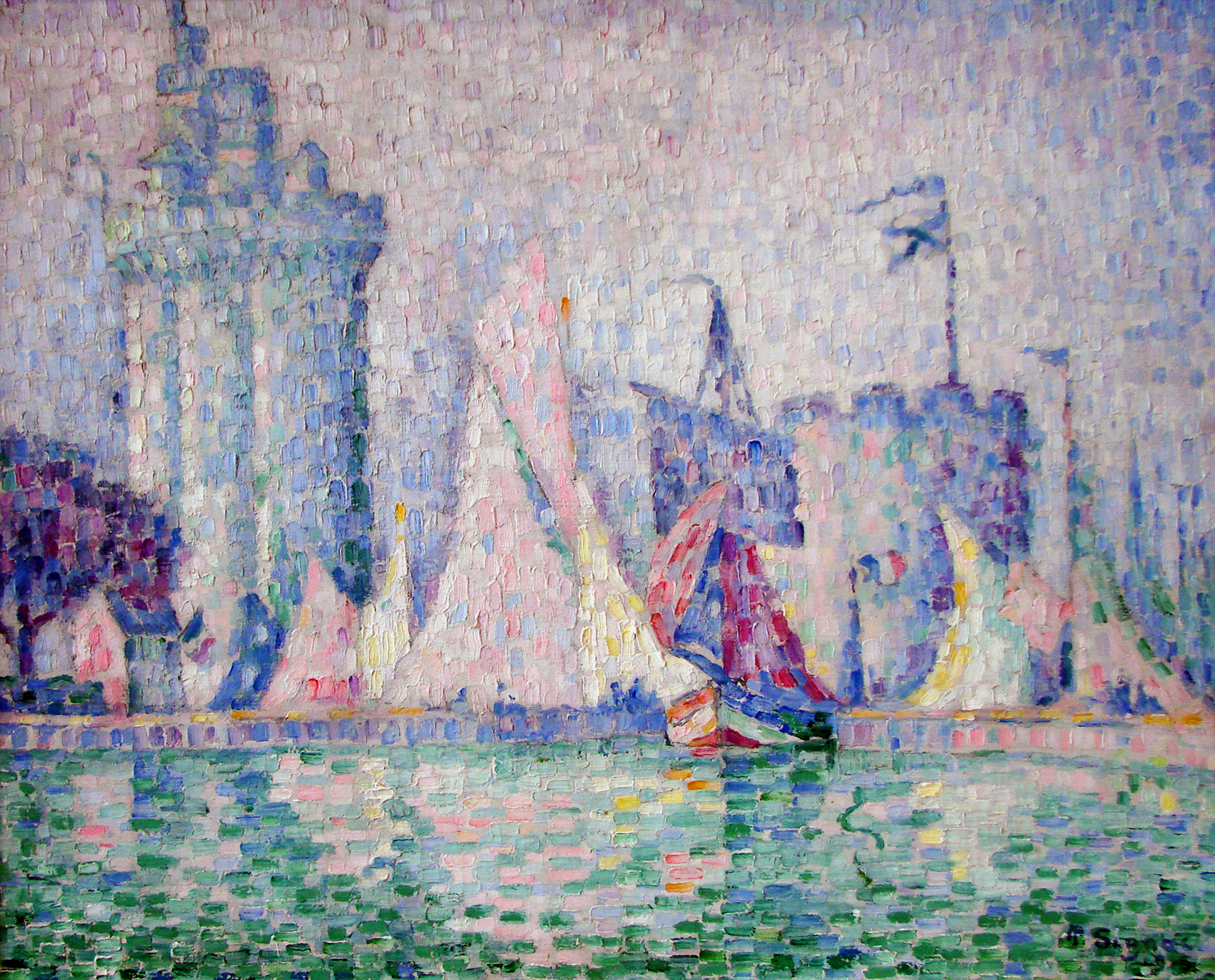
Le port de la Rochelle par Paul Signac (1863-1935) au Musée des beaux-arts de Nancy, 1915.
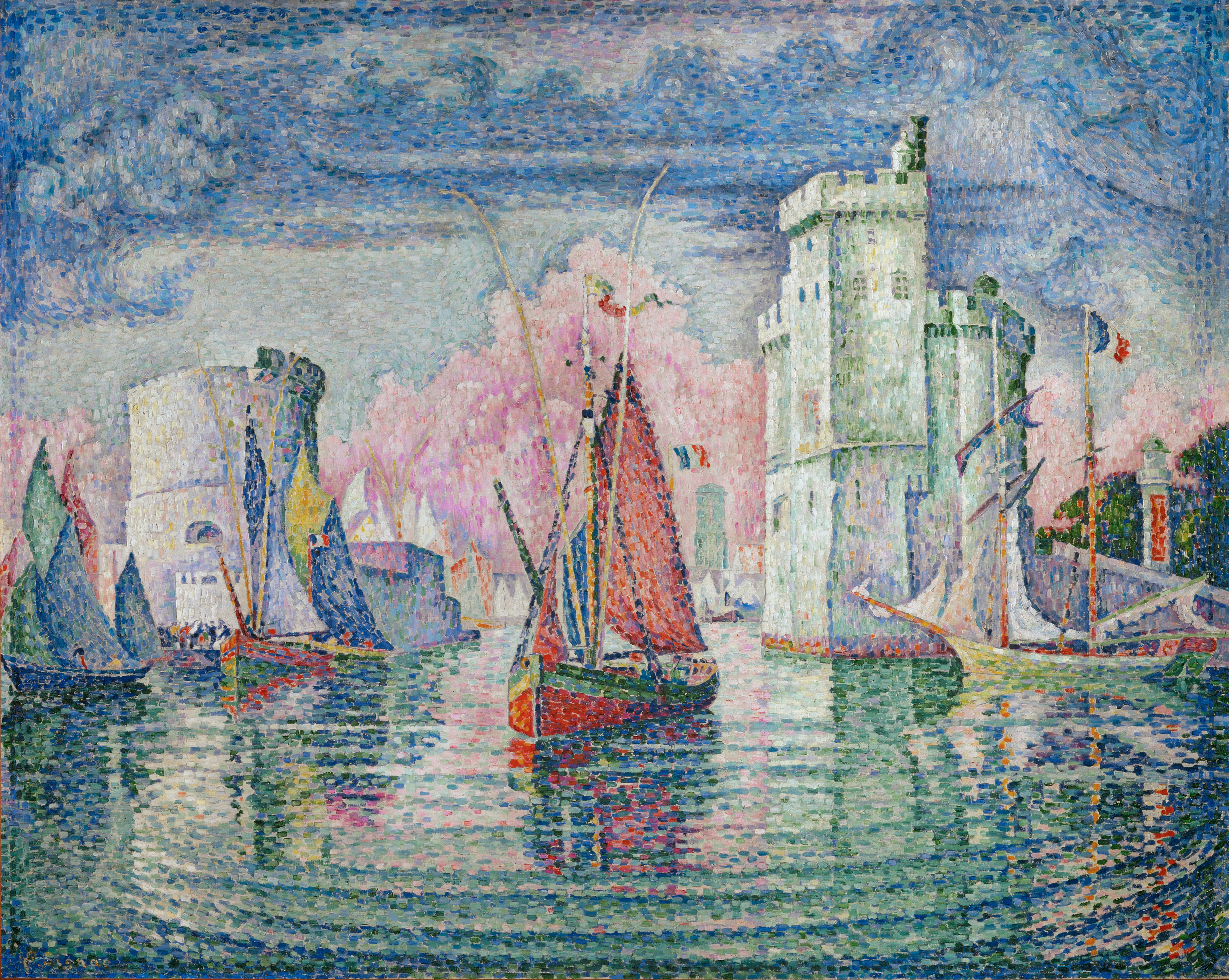
Entrée du port de la Rochelle, par Paul Signac, 1921.

## Données sur l'exploitation des tours
Les tours de la Rochelle, qui regroupe la tour Saint-Nicolas, la tour de la Chaîne et la tour de la Lanterne, sont gérées par le Centre des monuments nationaux qui y emploie en 2011, 20 personnes. À noter que la tour de la chaîne a été fermée soit pour cause de travaux à la suite des divers aménagements soit à la suite des dégâts provoqués par la Tempête Xynthia, dont un niveau a dû être fermé au public. Cela a eu un impact sur la fréquentation et sur les recettes, notamment à la suite de la baisse du tarif pour la visite groupée des trois tours.
Sur la ville, le centre des monuments nationaux gère également la tour Saint-Barthélemy. Bien que fermée au public de nos jours, la tour a été ouverte par le passé et peut-être louée ou ouverte pour des événements particuliers.

### Fréquentation
| 1997   | 1998   | 1999   | 2000   | 2001   | 2002   | 2003   | 2004   | 2005   |
| ------ | ------ | ------ | ------ | ------ | ------ | ------ | ------ | ------ |
| 91 709 | 84 016 | 79 319 | 82 763 | 96 687 | 95 402 | 71 770 | 91 682 | 85 444 |

| 2006   | 2007   | 2008   | 2009    | 2010    | 2011    | 2012    | 2013    | 2014    |
| ------ | ------ | ------ | ------- | ------- | ------- | ------- | ------- | ------- |
| 90 510 | 91 055 | 67 011 | 100 259 | 106 534 | 121 523 | 119 033 | 115 103 | 124 220 |

### Recettes
Les tours de la Rochelle sont des monuments de Catégorie 3 sur la grille tarifaire du Centre des monuments nationaux.
| 1997      | 1998      | 1999      | 2000      | 2001      | 2002      | 2003      | 2004      | 2005      |
| --------- | --------- | --------- | --------- | --------- | --------- | --------- | --------- | --------- |
| 199 939 € | 206 033 € | 207 580 € | 180 342 € | 194 527 € | 240 153 € | 231 900 € | 259 305 € | 231 303 € |

| 2006      | 2007      | 2008      | 2009      | 2010      | 2011      | 2012      | 2013      | 2014      |
| --------- | --------- | --------- | --------- | --------- | --------- | --------- | --------- | --------- |
| 253 489 € | 285 689 € | 299 386 € | 356 714 € | 338 803 € | 416 811 € | 424 112 € | 400 374 € | 431 082 € |

## Philatélie
- En 1930, sort en France le 1er timbre intitulé : Port de la Rochelle d'une valeur de 10 f. Il est annoncé bleu. Toutefois, on connaît ce timbre chaudron clair, brun-noir et outremer vif. Ces variétés sont très recherchées[33].
- En 1970, dans une série sur l'histoire de France, Richelieu est représenté devant le port[34].
- En 2008, c'est un timbre de 55 centimes d'euro qui représente le Vieux-Port, les Tours Saint-Nicolas et de la Chaîne[35],[36].